# 反對逃犯條例修訂草案運動過程 (2021年6月)
| 2019年          | 尚未開始 | 尚未開始 | 3月至6月 | 3月至6月 | 3月至6月 | 3月至6月 | 7月 | 8月 | 9月    | 10月   | 11月   | 12月 |
| 2020年          | 1月      | 2月至4月 | 2月至4月 | 2月至4月 | 5月      | 6月      | 7月 | 8月 | 9月    | 10月   | 11月   | 12月 |
| 2021年          | 1月      | 2月      | 3月      | 4月      | 5月      | 6月      | 7月 | 8月 | 9-11月 | 9-11月 | 9-11月 | 12月 |
| 2022年1月或以後 |          |          |          |          |          |          |     |     |        |        |        |      |

反對《逃犯條例》修訂草案運動在2021年6月持續，多個重要日子發生兩週年。到6月底，《蘋果日報》再次遭到警方引用國安法搜查壹傳媒大樓，並先後拘捕3名高層成員和社論主筆。而保安局亦依據《國安法》凍結蘋果日報旗下3間公司資產，最終令公司在6月24日停止服務。而泛民主派多個團體在《港區國安法》施壓下，在月底解散。

## 1日

### 民主派初選47人案 保釋被拒
47名民主派人士因參與「35+初選」而被控串謀顛覆國家政權罪。當中8人（鍾錦麟、吳政亨、王百羽、趙家賢、劉澤鋒、范國威及余慧明）在西九龍裁判法院處理保釋申請時，被《港區國安法》指定法官、總裁判官蘇惠德拒絕。而吳敏兒自行撤回申請，報道形容她面容憔悴。到6月2日，譚凱邦的保釋申請亦遭到拒絕，須繼續還押。消息指他在還押期間發現口腔內舌底有腫囊，需要盡快做手術切除。

## 2日

### 好鄰舍北區教會宣布停運
凌晨，好鄰舍北區教會在facebook宣布團體已經在5月31日後停運，位於粉嶺及觀塘的兩個聚會點亦同時停租，聲明提及「感謝大家一路同行」。

## 3日

### 10月20日九龍遊行案  5人囚6至8個月
中大學生會前會長區倬僖，與另外四名20歲至48歲男子，被裁定非法集結及管有攻擊性武器等共13項罪名全部罪成。辯方求情形容「社運中無任何人係贏家，有啲人坐監，有啲人移民，我哋都係事件中嘅受害者」，同時指出法庭判處刑罰時，應該傳送包容和寬恕的信息。不過九龍城裁判法院裁判官葉啓亮認為當時引起非法集結引發暴力事件的風險非常高，而各被告利用物品來掩飾身分，形容「有壯膽之嫌，以毫無顧忌使用暴力」。最後判區倬僖入獄半年，其餘被告入獄半年至8個月。

### 香港約章網站一度被關
目前流亡到英國的前立法會議員羅冠聰透露，由他及其他流亡海外港人建立的《香港約章2021》網站在數日前無法進入，他們與提供網站設計的以色列公司Wix交涉後，才得悉香港警方曾發信，指控該網站內容違反《港區國安法》、有分裂國家，煽動分裂國家，顛覆及煽動顛覆意圖，要求供應商在72小時內下架。其後羅冠聰再表示自己公布事件的3小時內，Wix已經在twitter發出公開聲明，稱錯誤關閉網站並已經恢復網站運作，並就事件致歉。

## 6日

### 終審法院非常任法官何熙怡 因國安法將離任
英國《泰晤士報》報道，英籍的香港終審法院非常任海外法官何熙怡女男爵（Baroness Hale of Richmond）在一個網上會議上的發言報道，透露自己的任期將於7月29日到期，表示“不希望再獲委任”。她還表示離任的主要原因是在目前情況下，對《港區國安法》有各種疑慮，也無法預計自己何時可前往香港。司法機構表示何熙怡因私人原因不續任終院非常任法官。

## 7日

### 湯偉雄就「伙同犯罪」案件獲准上訴終院
2019年7月28日上環衝突中，湯偉雄、杜依蘭以及16歲少女被控暴動罪，經審訊後裁定罪名不成立。律政司要求上訴庭釐清「伙同犯罪」原則是否可套用於非法集結和暴動罪案件，上訴庭早前裁定不在現場的犯案人士同樣可入罪。湯偉雄就有關裁決申請上訴至終審法院，上訴庭認為有關檢控對非法集結和暴動罪有深遠影響，加上有重大和廣泛的重要性，因此批出上訴許可。

### 香港大學研究生舉報兩教職員涉嫌觸犯《國安法》
美國雜誌《大西洋》（The Atlantic）引述不願透露名字的香港大學教授指，校內一群教授在5月曾經舉行閉門會議，議題是《國安法》如何影響未來大學內研究自由進行。會議期間有談及校方會否向被控違反《國安法》的教授提供法律支援、學生被人舉報的後果和校方會否被強迫教授教導學生國安教育。教授指當會議到達尾聲時，教授們表示感到絕望和恐懼，並指出「『傷心』或『失望』也不足以形容」。而報道亦透露港大有一名研究生舉報兩名教授涉嫌觸犯《國安法》。

## 8日

### 男學生及女文員謀印發「港獨傳單」被控
一名17歲男學生及45歲女文員遭警方國安處拘捕，被控一項「串謀刊印、發布、分發、展示或複製煽動刊物罪」，是首次有未成年者遭起訴。案件在西九龍裁判法院提堂，控方指兩人在2020年5月至12月期間串謀刊印及派發「宣揚港獨傳單」，內容包括倡議香港獨立，行徑危害國家安全，不過沒有披露「宣揚港獨傳單」的內容。《國安法》指定法官蘇惠德不相信他們不會再作出危害國家安全行為，反對保釋申請；並押後案件至8月4日，以待警方進一步調查。

### 新巴車長駛兩項不小心駕駛罪成 判100小時服務令
新巴970號線車長在2020年9月6日於油麻地彌敦道被防暴警員截停，被指無故響咹及駛近一名清潔婦，亦指出同日在薄扶林道沒有以雙手握穩軚盤，控以危險駕駛及不小心駕駛兩罪。主任裁判官嚴舜儀指被告沒有專注路面情況和無合理情況下調節車速和車距，改判不小心駕駛罪成。同時指被告車上有不少乘客，指出不可以罰款處理，會考慮停牌。加上被告連續3次犯不小心駕駛下，故不會考慮判罰款。法官認為社會服務令報告指被告有悔意，判履行100小時社會服務令。新世界第一巴士公司職工會會長林錦標認為判刑過重，質疑當日警方明知有大型遊行卻沒有封路，認為警方處理不當才引發誤會。他又稱不少巴士司機無可避免會單手駕駛或整理東西，擔心此案判決後，每天可能有不少司機跌入法網。

### 兩男母親節和你Sing違限聚令罪成 官重判罰款1.2萬元
兩名25歲的男子被控在2020年5月10日母親節發起「和你Sing」活動中，在旺角與百多人高叫口號及聚集，違反8人限聚令而遭票控。裁判官鄭念慈認為當警員發出警告時，加上已經在場戒備一段時間，形容“任何與事件無關的人都會遠離聚集者”。而警方追截15人時，認為正常情況下不會有途人與他們一起逃跑，因此肯定該15人屬於早前100人的聚集群組之一，一早已經干犯限聚令。裁判官亦認為警方的記事冊無需記下所有事項，認同證供不是虛構，裁定兩名被告罪成。最後考慮到當時聚集人數眾多，會對疫情造成非常大的傳播風險，判兩人各罰款12,000元，是認罪金額6倍。

### 林卓廷被控7．21暴動案件提訊
前立法會議員林卓廷等7人，被控在7．21元朗站襲擊事件參與暴動，案件在區域法院再次提訊。除第三、四被告未能答辯，林卓廷在內5名被告表明不認罪，案件排期於2023年3月27日開審，預期審訊25天。控方透露會傳召3名市民證人和12名警員，並依賴被告的錄影會面、閉路電視片段和網上片段呈堂，長達168分鐘。不過早前的7．21襲擊案，控方決定不傳召任何警員出庭作供。

### 加拿大再新增兩項港人永久居留途徑
加拿大移民、難民及公民部長曼迪仙盧（Marco Mendicino）宣佈，向兩批身處在加拿大的香港居民提供申請永久居留權的途徑，針對在加拿大當地工作最少1年或大專畢業不久的香港人。有關政策在6月1日生效，直到2026年8月31日結束，不過新聞稿強調計劃可能隨時取消。

## 10日

### 學生組織舉辦義賣活動 食環署到場查問
新學生組織「本土青年意志」在6月9日起在深水埗大南街Parallel Space舉行展覽，展出多張反修例運動相關的照片、錄音和報道等，同場亦進行義賣活動，售賣與運動有關的物品。不過食環署稱近日接獲投訴，指單位懷疑無牌經營公眾娛樂場所。人員突然到場拍攝在場所有物品，並進行查問。

## 11日

### 政府刊憲修訂《電影檢查條例》 反修例運動題材短片取消放映
政府因應《港區國安法》實施，刊憲修訂《電影檢查條例》檢查員指引，即日生效。指引列出如上映影片相當可能構成危害國家安全的罪行，或可能透過不同方式損害香港維護國家安全的行為或活動，當中包括描繪、刻劃或表現，以及認同、支持、宣揚、美化、鼓勵或煽動這些行為或活動的內容，都會被檢查員視為影片不宜上映。香港電影工作者總會發言人田啟文以個人身分接受記者訪問，認為「無所適從」，對業界造成「無形壓力」。同日，鮮浪潮電影節宣布講述反修例運動的本地競賽短片《執屋》取消放映。

### 「賢學思政」兩成員被警指宣傳6.12集結和武力抗爭被捕
學生組織「賢學思政」表示召集人王逸戰及發言人黃沅琳被捕。到傍晚，警方指有人於6月上旬在不同的社交平台，呼籲市民6月12日到銅鑼灣或旺角集結，涉嫌觸犯「煽惑他人參與非法集結」及「宣傳或公布未經批准集結」罪，網絡安全及科技罪案調查科譚威信警司稱不排除會有更多人被捕。不過警方記者會展示的帖文，部分為2月及5月張貼的舊帖文。有記者問6月10日發佈的帖文那一句涉及違法，和與舊帖文的關聯性。譚威信表示今次事件並非逐個貼文作定斷，表示帖文有鼓吹使用武力及汽油彈等，「佢promote，叫人使用暴力，係連串、一個時間性的事件。」到6月12日，賢學思政秘書長陳枳森召開記者會，他斥責警方的指控是莫須有的罪名。指出目前每區一個街站也容納不下，大聲公亦被指為破壞社會安寧的工具，認為是政權扼殺市民發聲的權利。他其後指出帖文是從學術層面探討公民義務，並非鼓吹暴力，批評警方抹黑帖文。陳枳森表示會在晚上以個人身份表達信念。

## 12日

### 前香港眾志成員周庭刑滿出獄

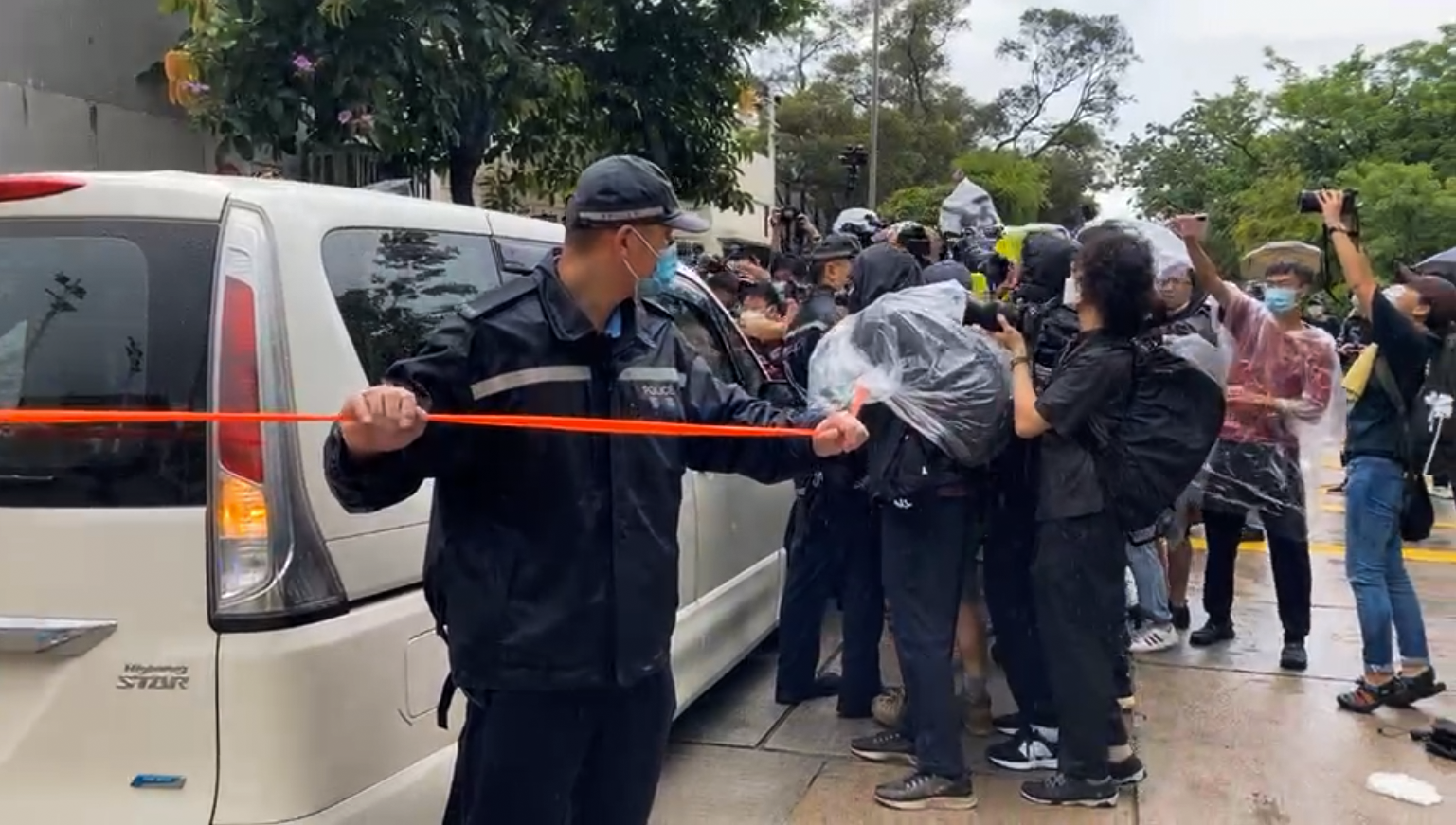
早上10時，周庭由囚車送出懲教所外，之後再登上一輛白色私家車離開，大批記者包圍汽車拍攝離開時的狀況

前香港眾志成員周庭因2019年6月21日包圍警總案被控非法集結罪，判入獄10個月，她扣除三分一刑期後刑滿出獄。數十名市民和過百名記者冒雨到大欖女懲教所外迎接，警員在場戒備，拉起橙色封鎖線包圍到場的市民。到早上10時，周庭由囚車送出懲教所外，之後再登上一輛白色私家車離開。她沒有回應記者提問，身形略显消瘦，期間由警員開路。而現場迎接的市民高呼「周庭加油」和籲她好好休息。其後她在Instagram表示「痛苦的半年零二十天，終於完結了」，稱接下來要好好休息、養好身體。

### 6．12衝突兩周年 警方多區嚴密佈防

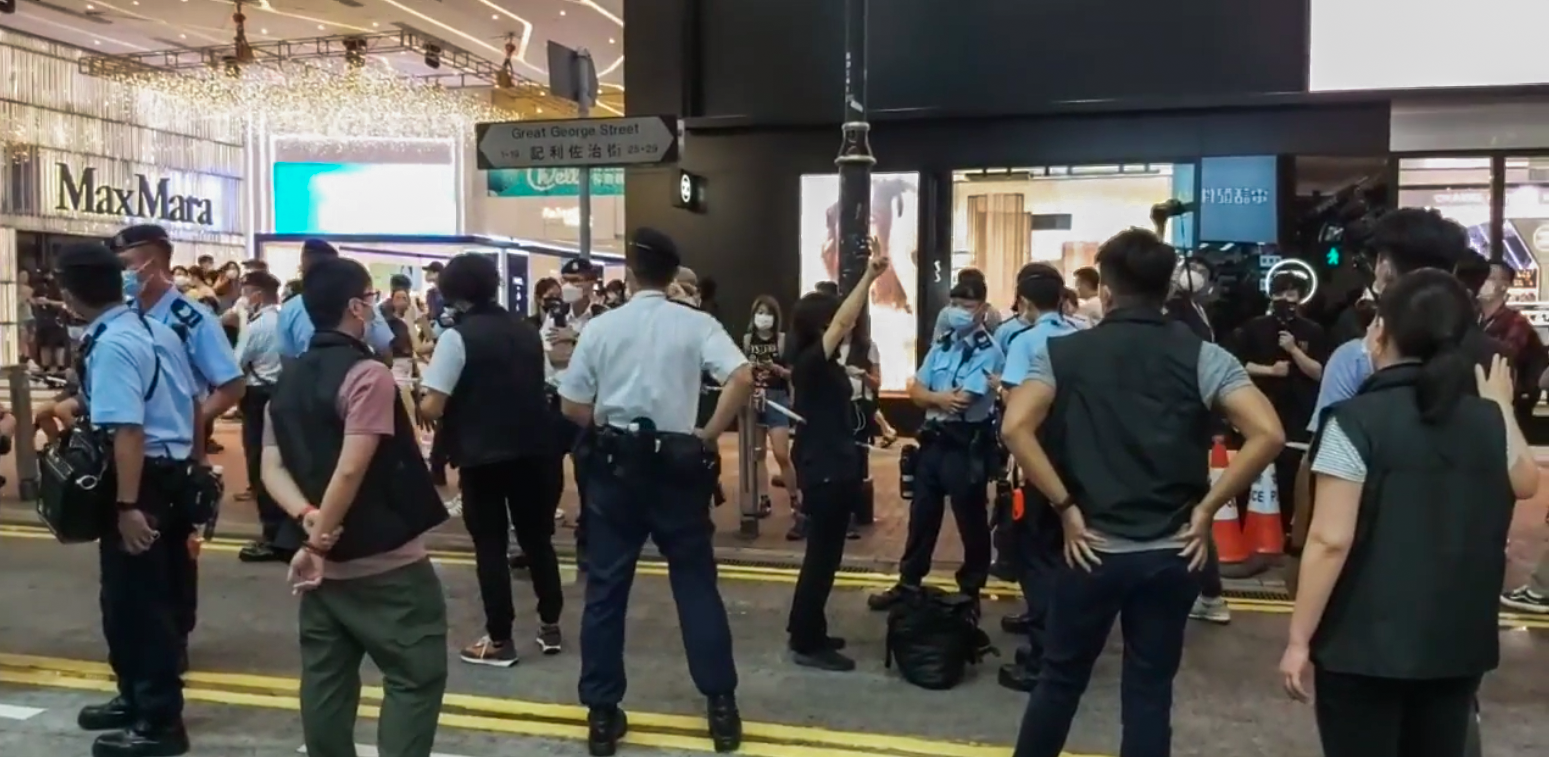
在銅鑼灣記利佐治街，有穿上黑衫黑褲的市民被警員截查期間舉起“五一”手勢

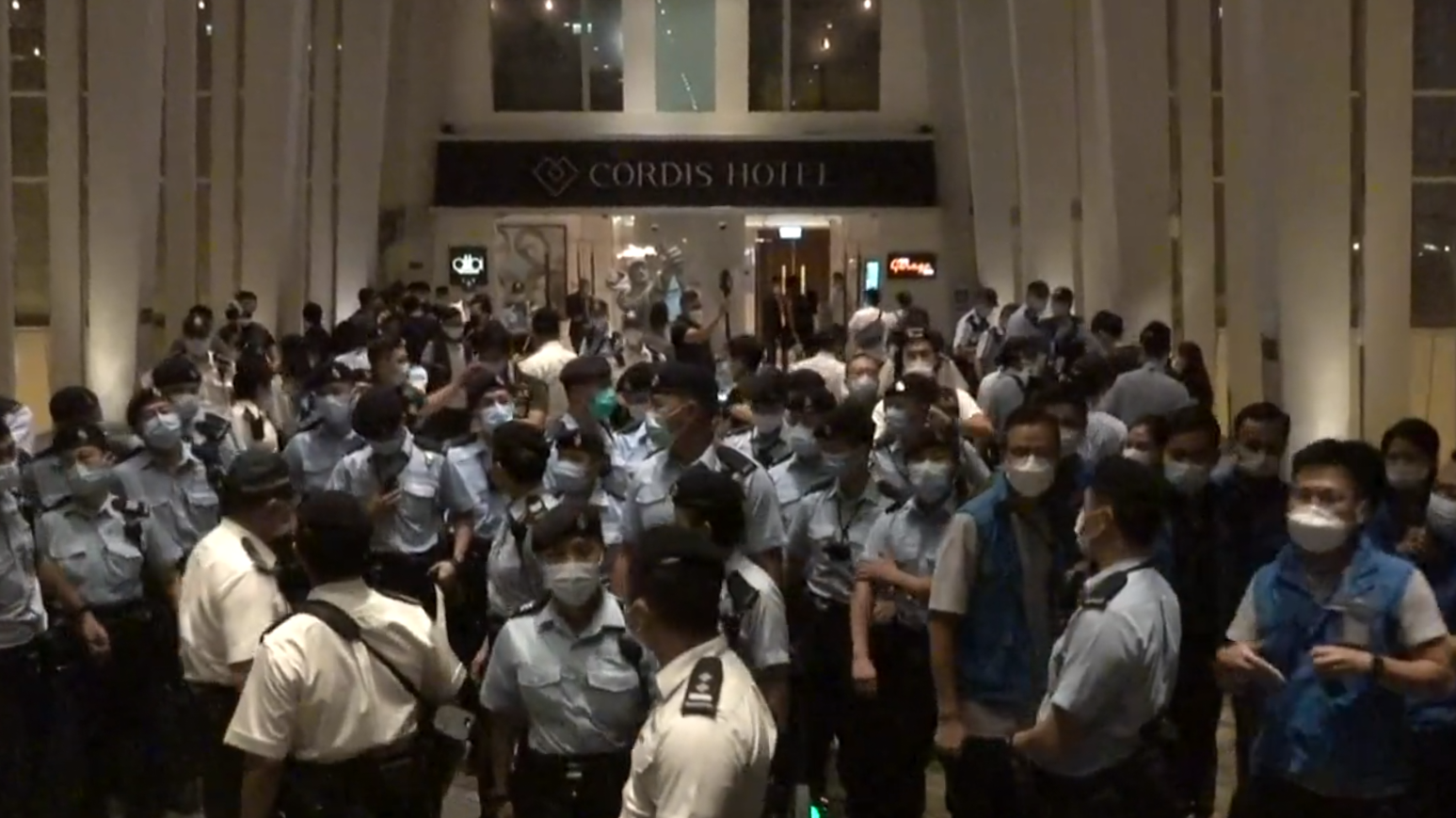
晚上9時40分，警方稱有人在旺角朗豪坊商場叫囂，超過100名警員衝入商場4樓並包圍往香港康得思酒店的通道，截查通道內的途人並拘捕一名少年

6．12金鐘衝突兩周年，警方在全港多區商場和港鐵站嚴密佈防，銅鑼灣及旺角由下午起有大批警員駐守。在銅鑼灣，警方將東角道行人專用區的馬路、記利佐治街至百德新街交界圍封，禁止市民進入。警員亦頻密截查身穿黑衫黑褲的市民。有身穿黑底黃字「I am Hongkonger 香港人」上衣，遭到截查的市民表示，現時香港行街都被當成犯法和被警察搜查，「咁香港人嘅自由喺邊度？」在旺角，職工盟聯同醫管局員工陣線於旺角行人天橋擺設的街站被20名警員包圍錄影，並向他們發出限聚令告票。醫管局員工陣線副主席羅卓堯批評警方執法沒有標準。到晚上，學聯聯同嶺南大學學生會在同一位置擺設的街站亦遭警方截查。嶺大學生會代表會臨時行政委員會副會長陳穎茵稱警方認為他們的廣播涉嫌煽動群眾。
下午4時，警方在3條過海隧道設路障，截停所有往港島方向的車輛，有警員更不時登上巴士截查乘客，引致交通受阻。
警方較早前在facebook稱下午4時旺角登打士街近花園街處有數名黑衣人用垃圾桶和雜物堵路，至晚上約7時，旺角亞皆老街、奶路臣街和花園街附近分別有人在行人路推倒雜物。到晚上9時40分，警方稱有人在旺角朗豪坊商場叫囂，超過100名警員衝入商場4樓並包圍往香港康得思酒店的通道，截查通道內的途人並拘捕一名少年，涉嫌公眾地方行為不檢。大批警員其後又驅趕商場內的遊人離開，不可逗留。警員在晚上10時離開商場後，突然在砵蘭街截查多名路過的市民，兩名女子被控違反「限聚令」。另外，在旺角山東街和洗衣街交界，有人用以卡板和垃圾等雜物堵路。埋伏的便衣警員隨即拘捕兩名分別14歲和19歲男子。截至凌晨2時，警方共拘捕3人，年齡最小14歲，涉嫌在公眾地方行為不檢，並票控29人違反「限聚令」。

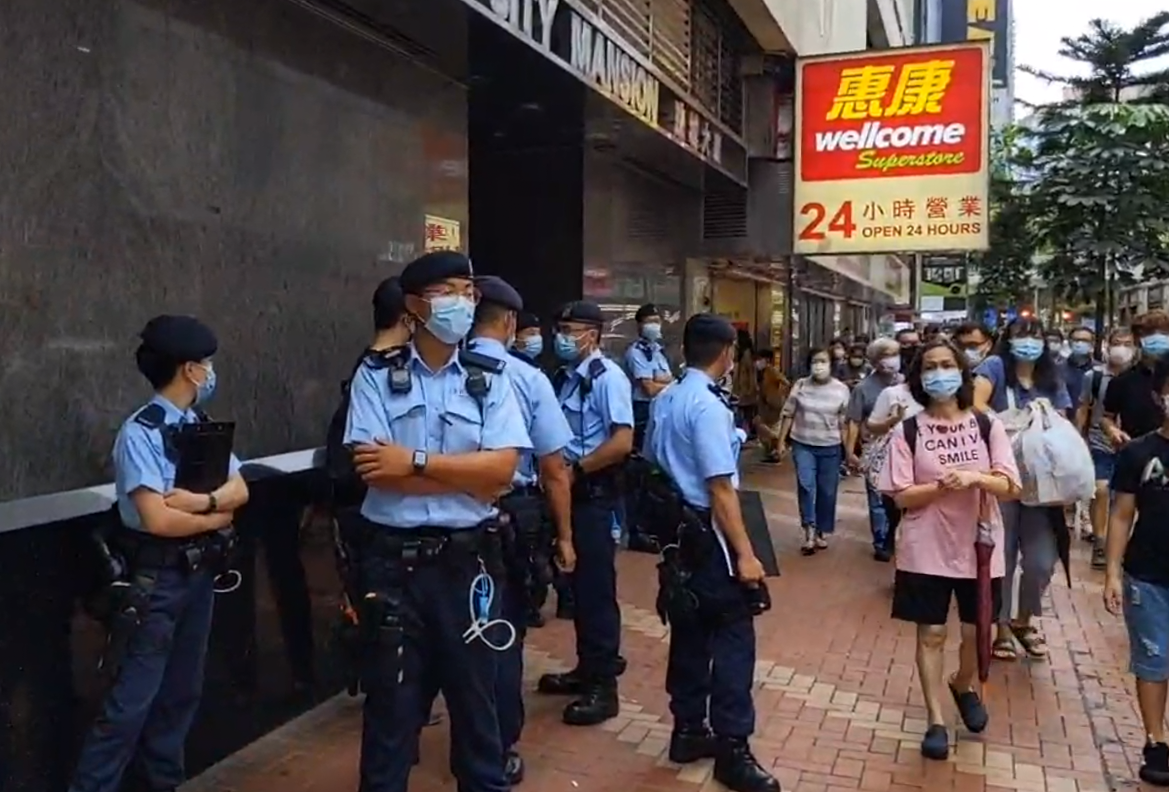
大批機動部隊警員在記利佐治街戒備
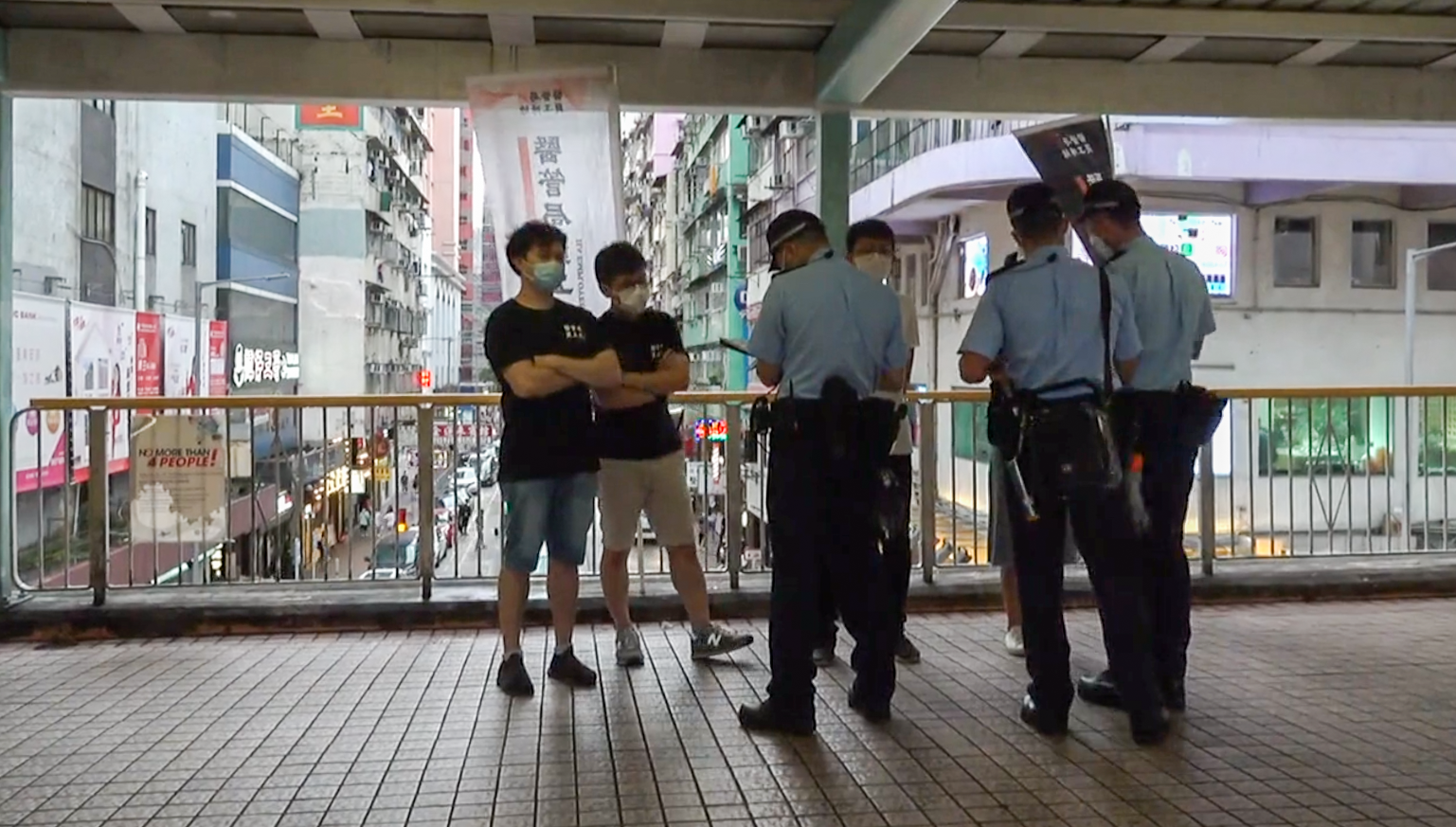
在旺角，職工盟聯同醫管局員工陣線於旺角行人天橋擺設的街站被警員發出限聚令告票
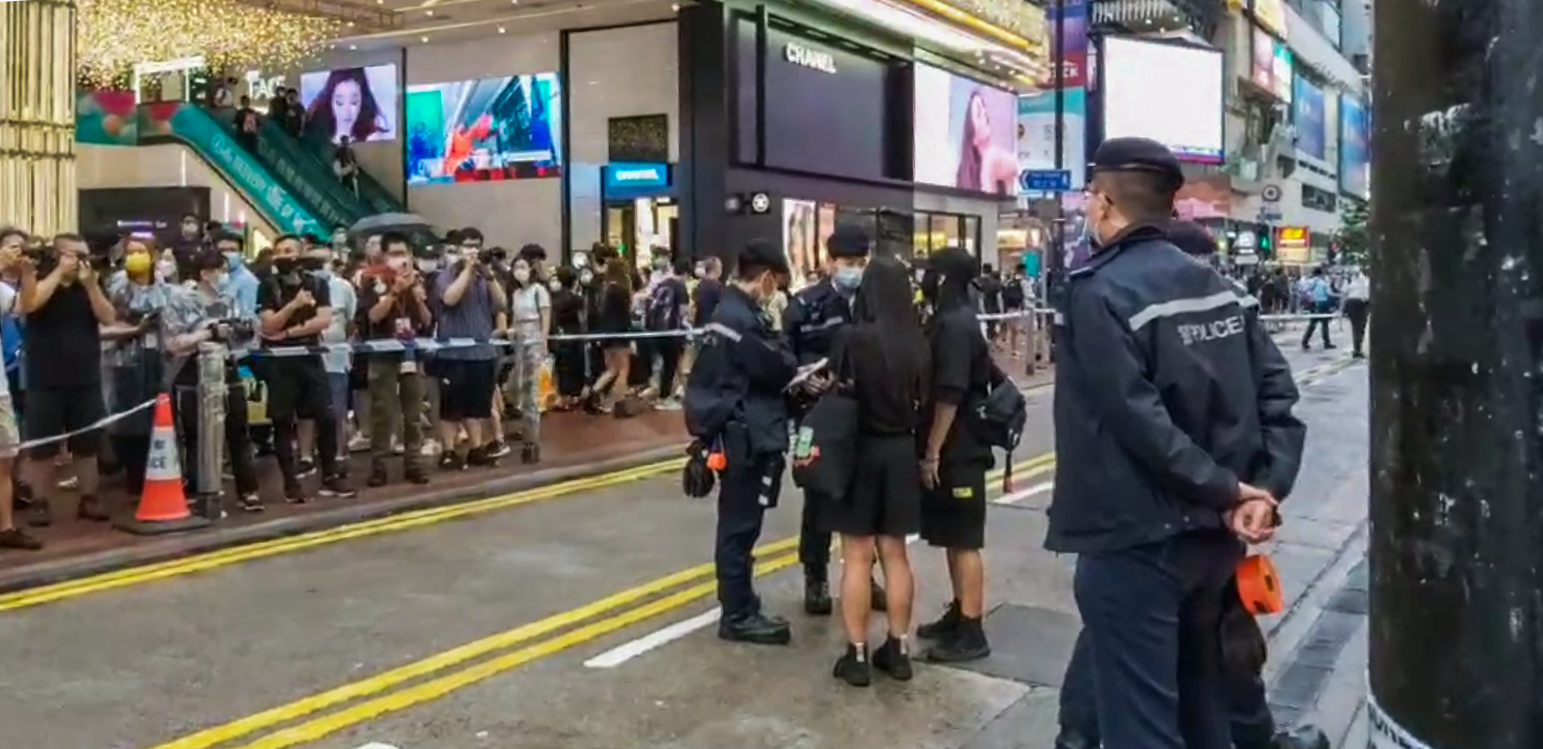
警方將記利佐治街行人專用區的馬路圍封，禁止市民進入，並將截查的市民帶往封鎖範圍
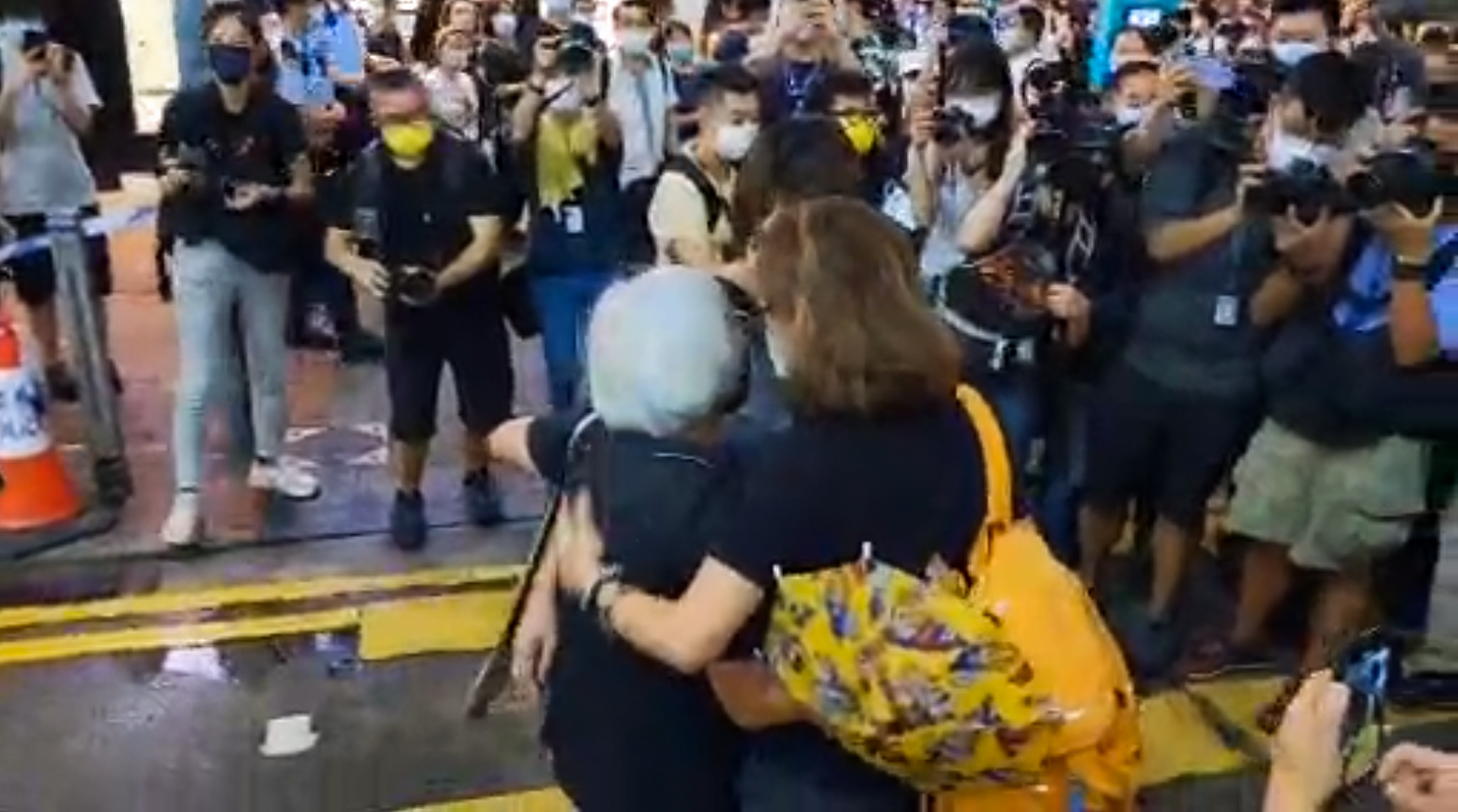
有被截查的市民與王鳳瑤擁抱
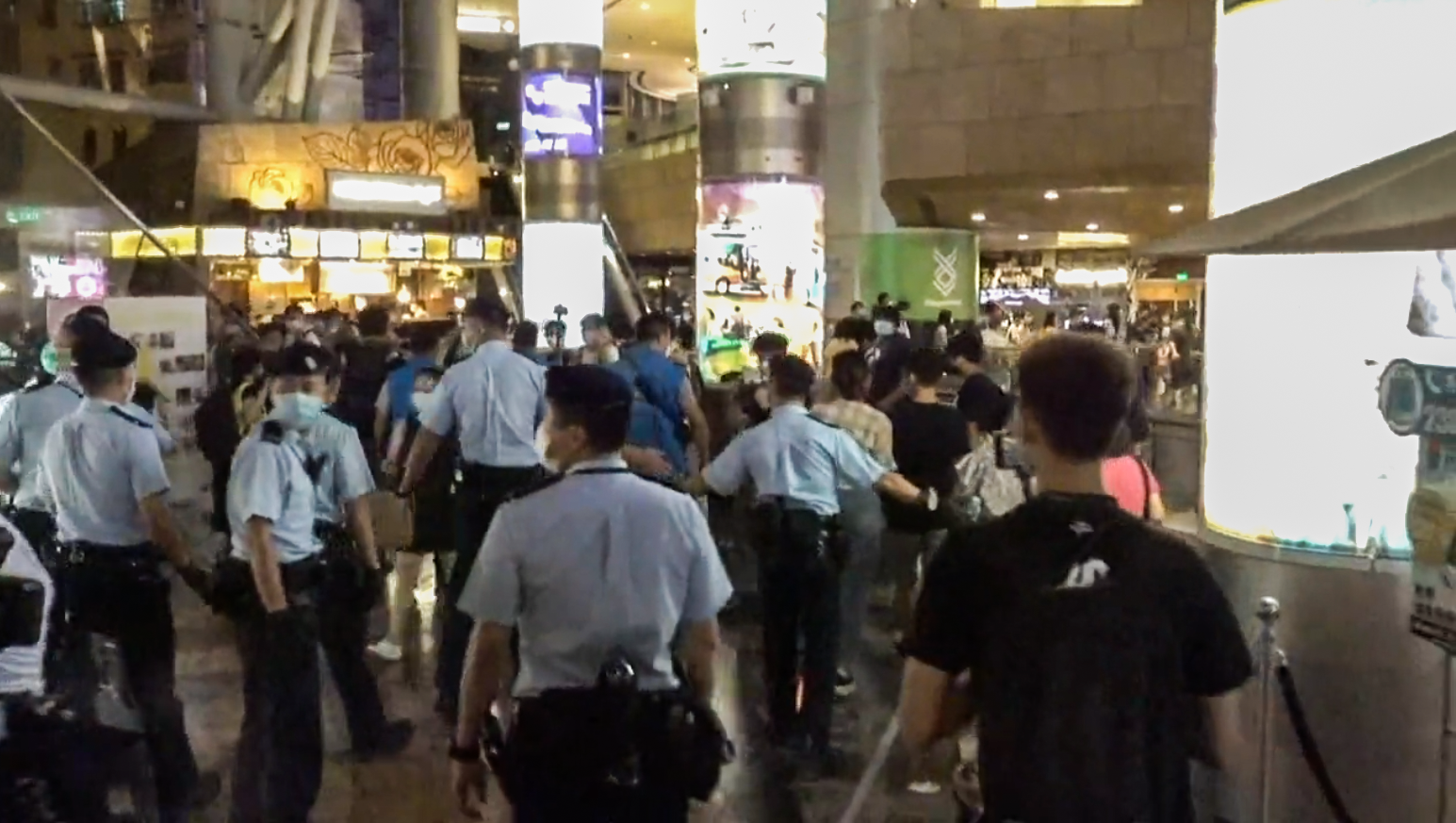
警員在朗豪坊內驅散商場內的遊人離開，不可逗留
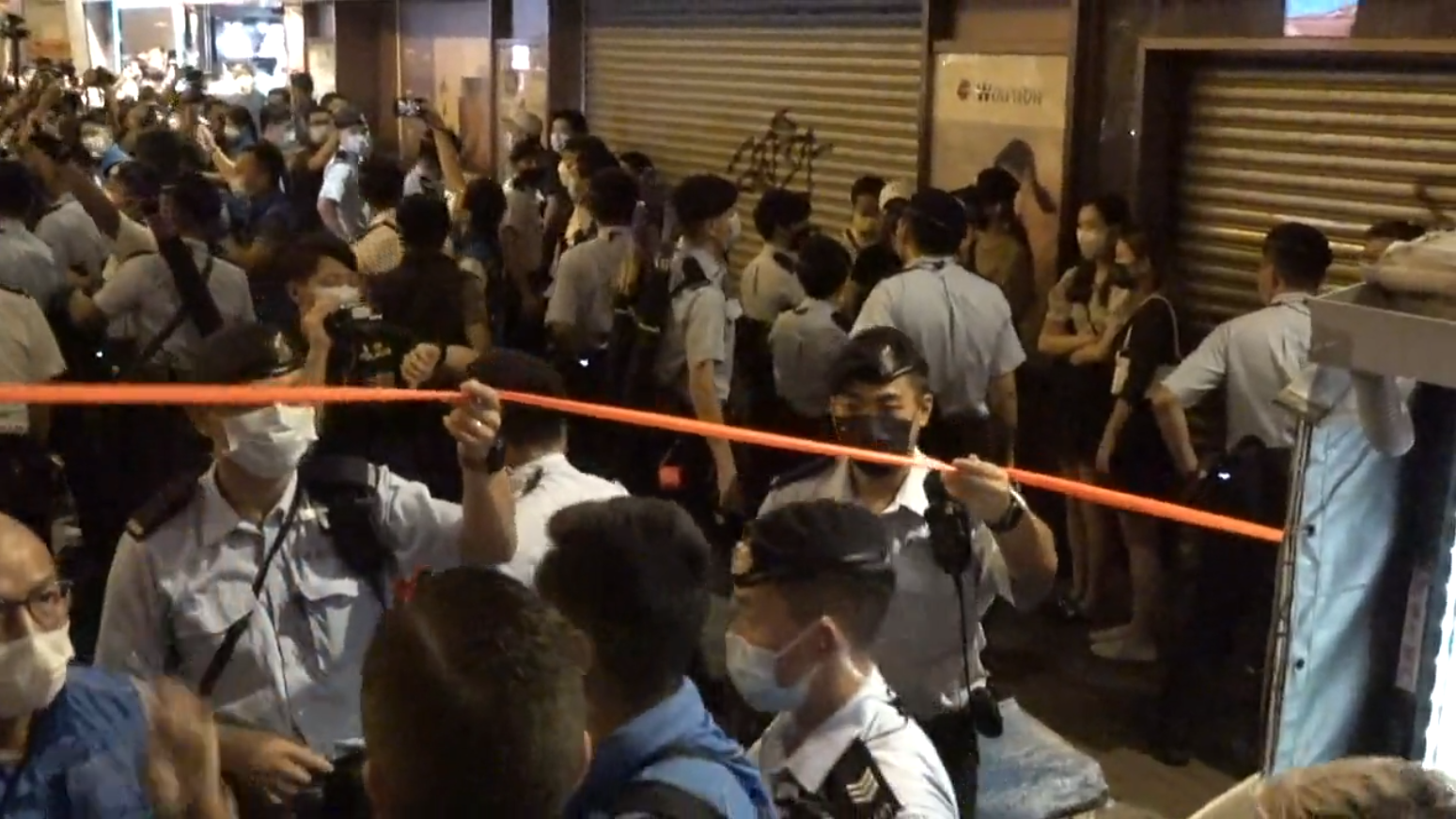
警員在晚上10時離開商場後，突然跑到砵蘭街對面行人路截查多名路過的市民
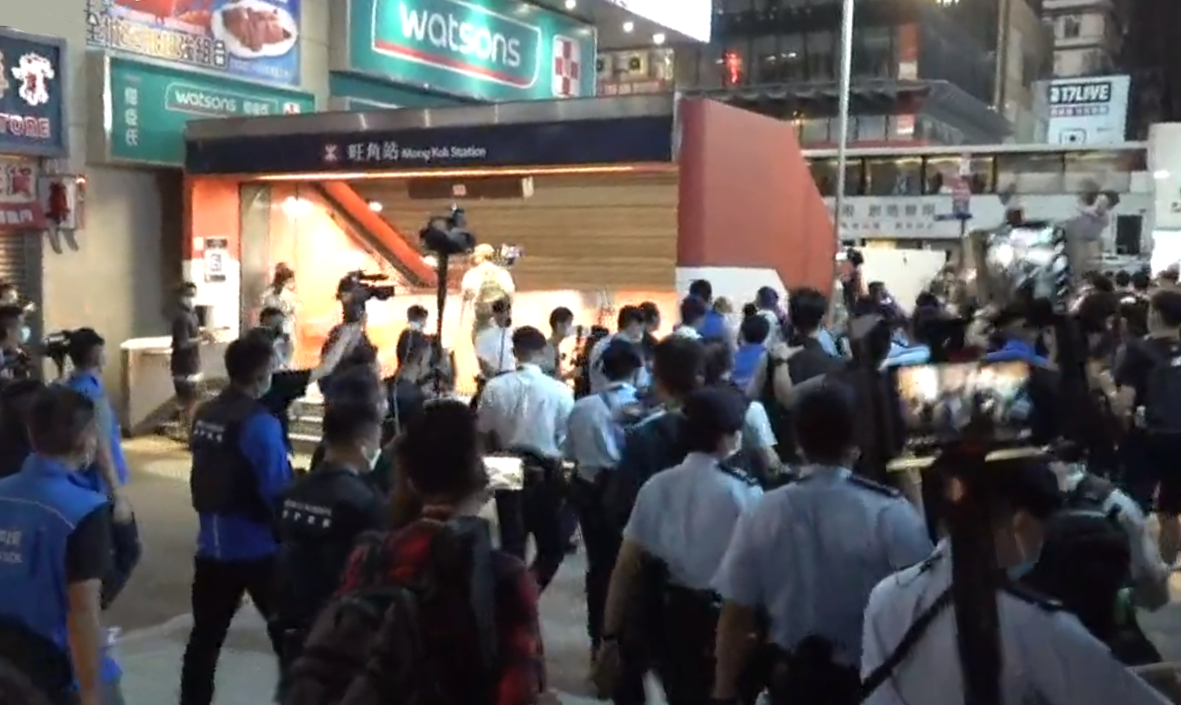
晚上11時許，大批警員築成防線，向彌敦道推進

### 世界各地港人舉行遊行集會聲援香港
香港因《限聚令》無法舉行集會，而海外多個香港人居住的國家，包括英國、加拿大、新西蘭、美國、德國、澳洲、日本和南韓等地都有人發起遊行和集會，聲援被噤聲的香港。統籌單位將活動以「如水再聚」為題，稱全球共有22國52個城市參與。
英國有10個城市集會。其中在倫敦集會和遊行有3000人出席參與，參與者沿路高呼「光時」、「香港人加油」、「香港人反抗」、「Fight for freedom, Stand with Hong Kong」等口號。而伯明翰集會有逾300人參與，以在英港人為主。
在加拿大溫哥華市中心，有近800人響應網上號召，在正午12時半到溫哥華美術館外的露天廣場點站半小時，參與人士手持一張黃色紙牌，寫有「 Hong Kongers can be arrested for（香港人被拘捕的理由）」，理由包括「 having a water bottle （ 持有一個水樽）」 、「 publish a book the govt doesn’t like （出版一本政權不喜歡的書籍）」、「running in a primary election （舉行初選）」、「gather flowers at a vigil（在悼念上獻花）」等。新香港文化協會在多倫多和卡加利舉行「612抗爭」兩周年車隊大遊行，聲援香港人。其中多倫多車隊遊行參與者包括來自香港、西藏、緬甸和越裔人士。
在澳洲，悉尼的集會雖然不屬於聯合計劃的一部分，但仍然約有700人出席。被通緝的立法會前議員許智峯上台鼓勵海外港人繼續發聲。而墨爾本因疫情關係，室外範圍只容許10人活動，參與者改為在聯邦廣場及維多利亞州立圖書館外舉行「612反送中兩周年展覽」。
在美國，紐約的集會由港人組織NY4HK負責籌備，目前正在留學的前學聯主席周永康發言。集會亦設置了連儂牆，展示了多張與反修例運動有關的橫幅。
在歐洲，德國柏林Alexanderplatz集會有約200人參與。被通緝的本土民主前線前召集人黃台仰以德語演講。他指出香港人需要認清楚自己的身份代表了甚麼。而丹麥哥本哈根、挪威奧斯陸有人舉行座談會。
在日本東京的遊行有約250人身穿黑衣參與，遊行人士撐起黃傘和舉起“光復香港 時代革命”的黑旗，由新宿中央公園遊行至新宿車站及區內主要街道，沿途有大批民眾圍觀。

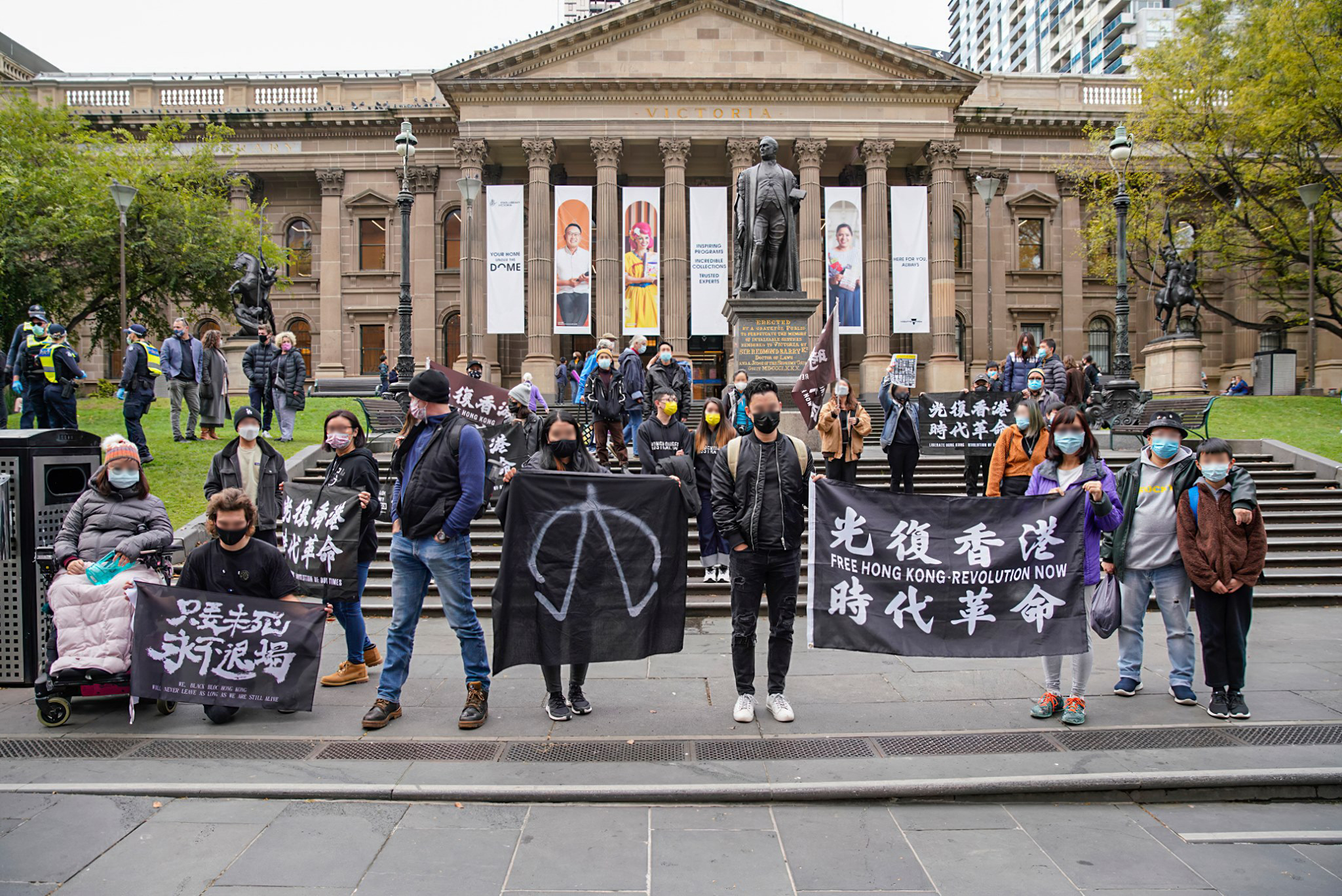
澳洲墨爾本因疫情關係，室外範圍只容許10人活動，參與者在維多利亞州立圖書館外舉行集會
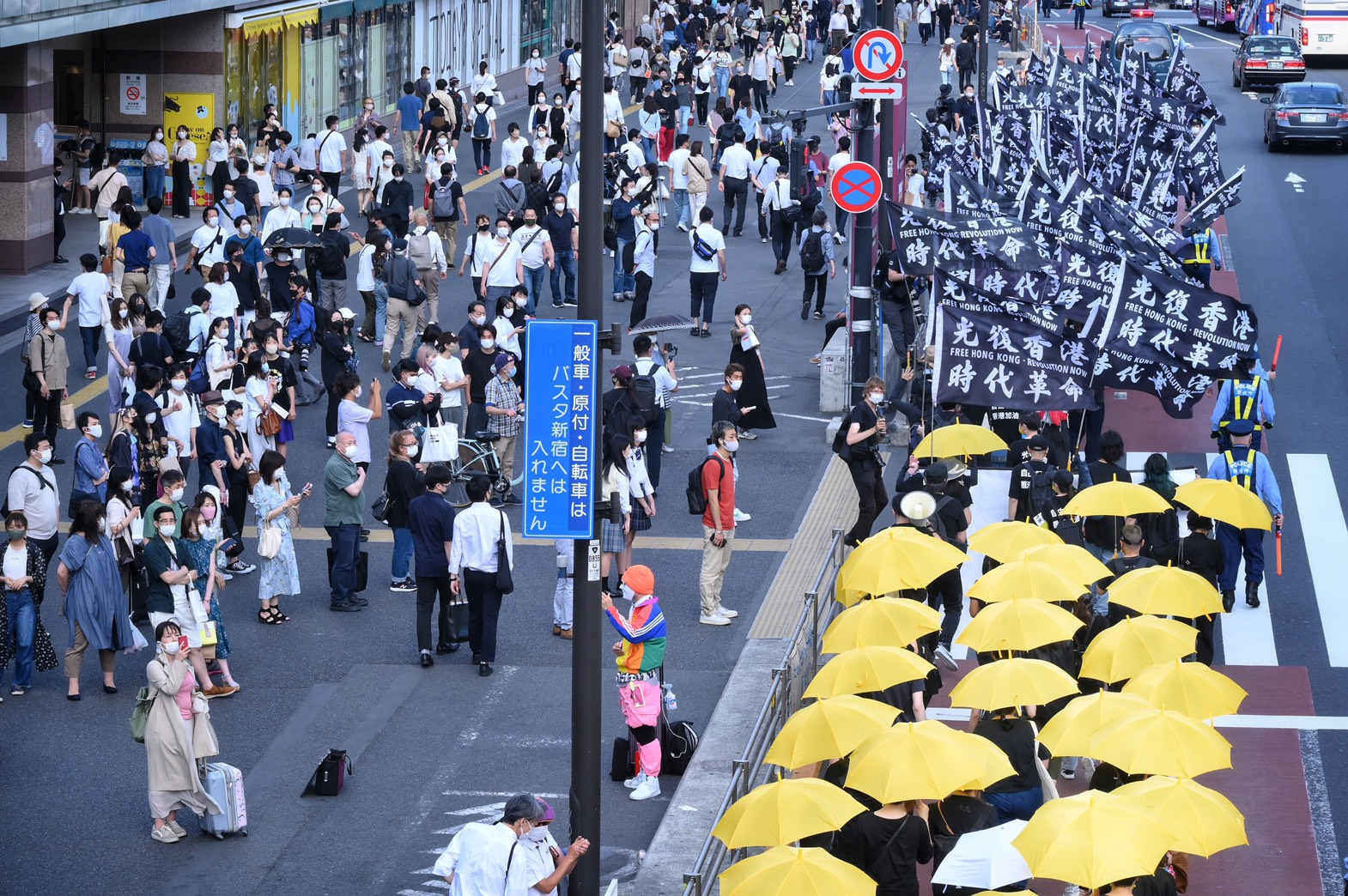
日本東京的遊行有約250人身穿黑衣參與，遊行人士撐起黃傘和舉起“光復香港 時代革命”的黑旗
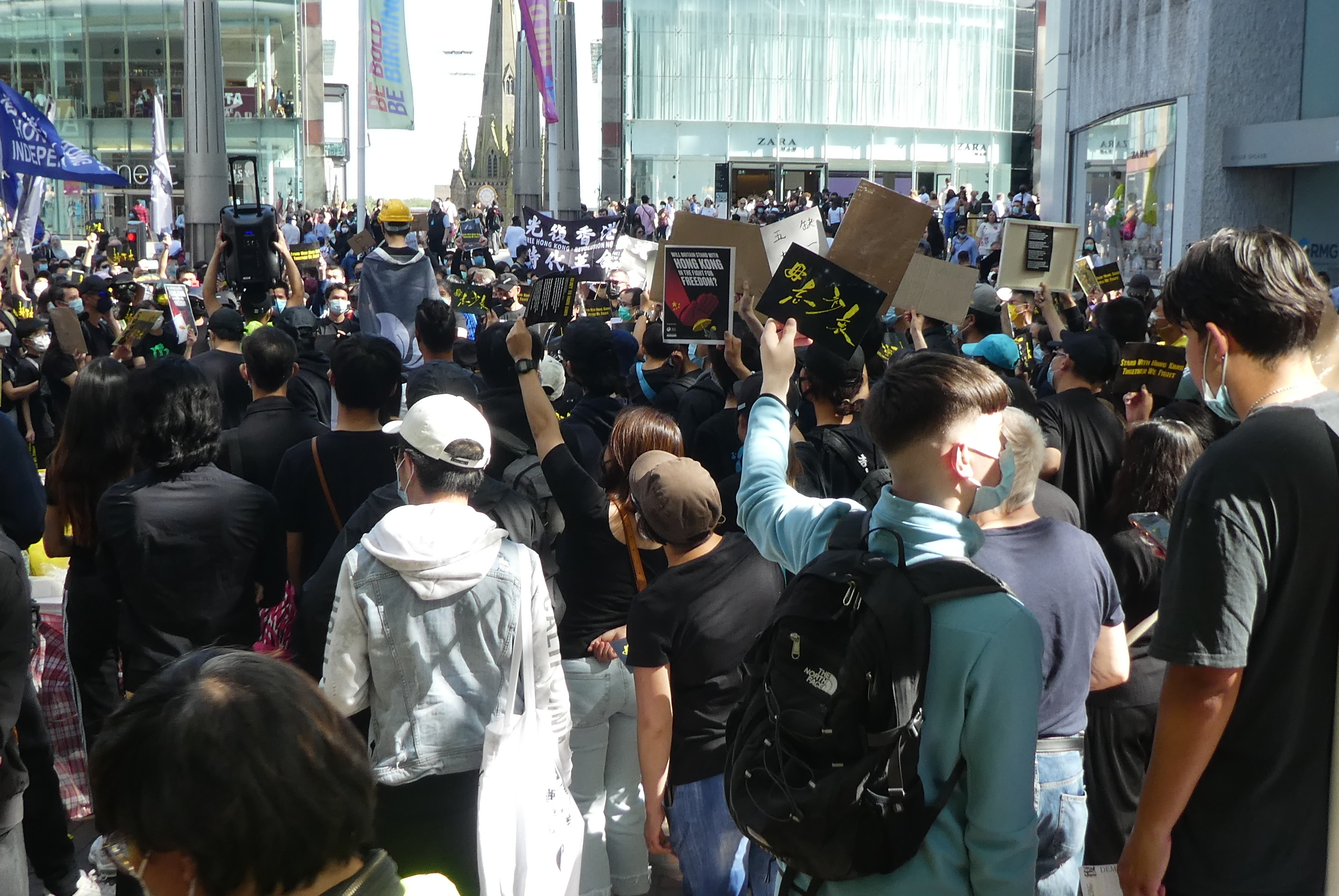
英國伯明翰集會有逾300人參與
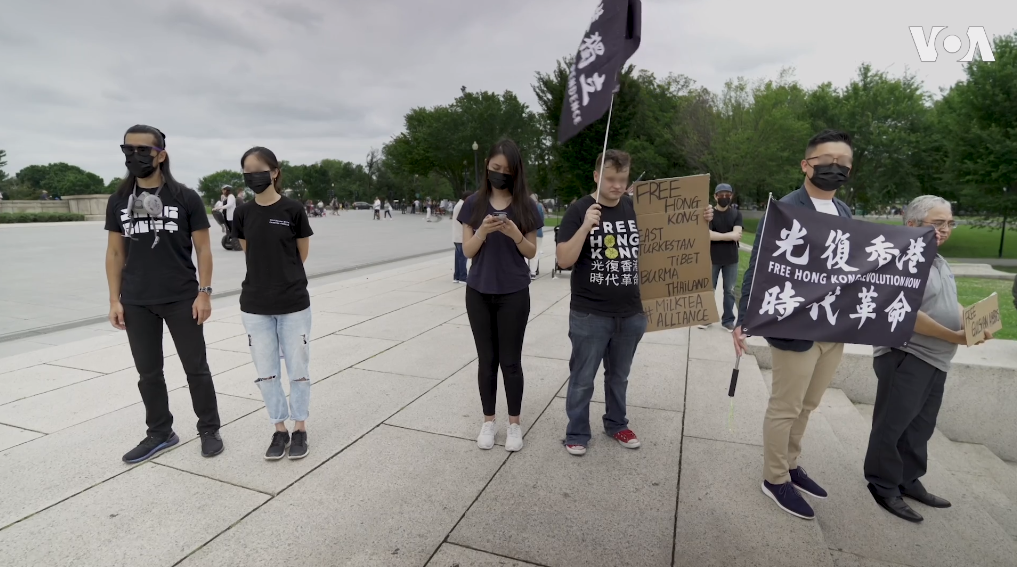
美國华盛顿港人集会纪念反送中两周年

## 15日

### 梁凌杰逝世兩周年

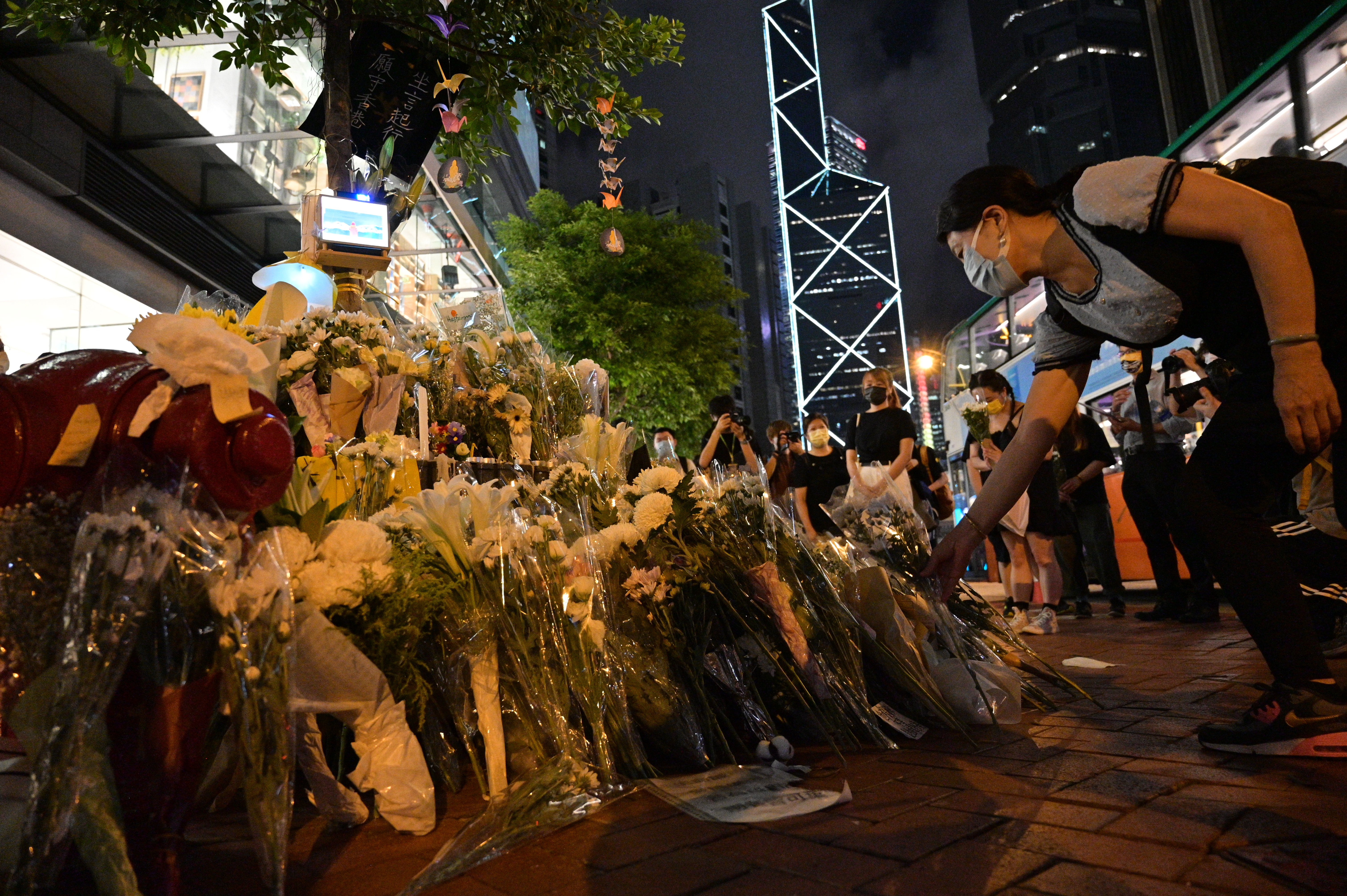
市民到金鐘太古廣場外悼念，並送上鮮花致意

反修例示威者梁凌杰逝世兩周年，組織「開站師」的成員在早上於紅磡站外的行人橋上派發白絲帶，並以兩至三人為單位。不過收拾物資期間突然被警員包圍，指他們違反限聚令，最後6名成員被票控。而油尖旺區議員朱江瑋早上在旺角派白絲帶，亦一度被警方拉橙帶包圍。
到下午，陸續有市民到金鐘太古廣場外送上白花致意，下午5時起20多名警員自到場戒備，並拉起橙帶分隔，警員亦曾截查部分在場逗留的市民，並多次呼籲市民離開。到晚上約7時有人一度在太古廣場商場內叫「光復香港 時代革命」口號後，20多名警員在晚上8時許走入商場內戒備和截查市民，無人被捕。悼念現場的「花壇」擺放了鮮花外，亦有人擺放心意卡、電子蠟燭和紙鶴。而花槽貼上寫有「永遠懷念」、「他是被政權推下去的」等字句。有悼念的市民表示，沒有可能忘記此事。

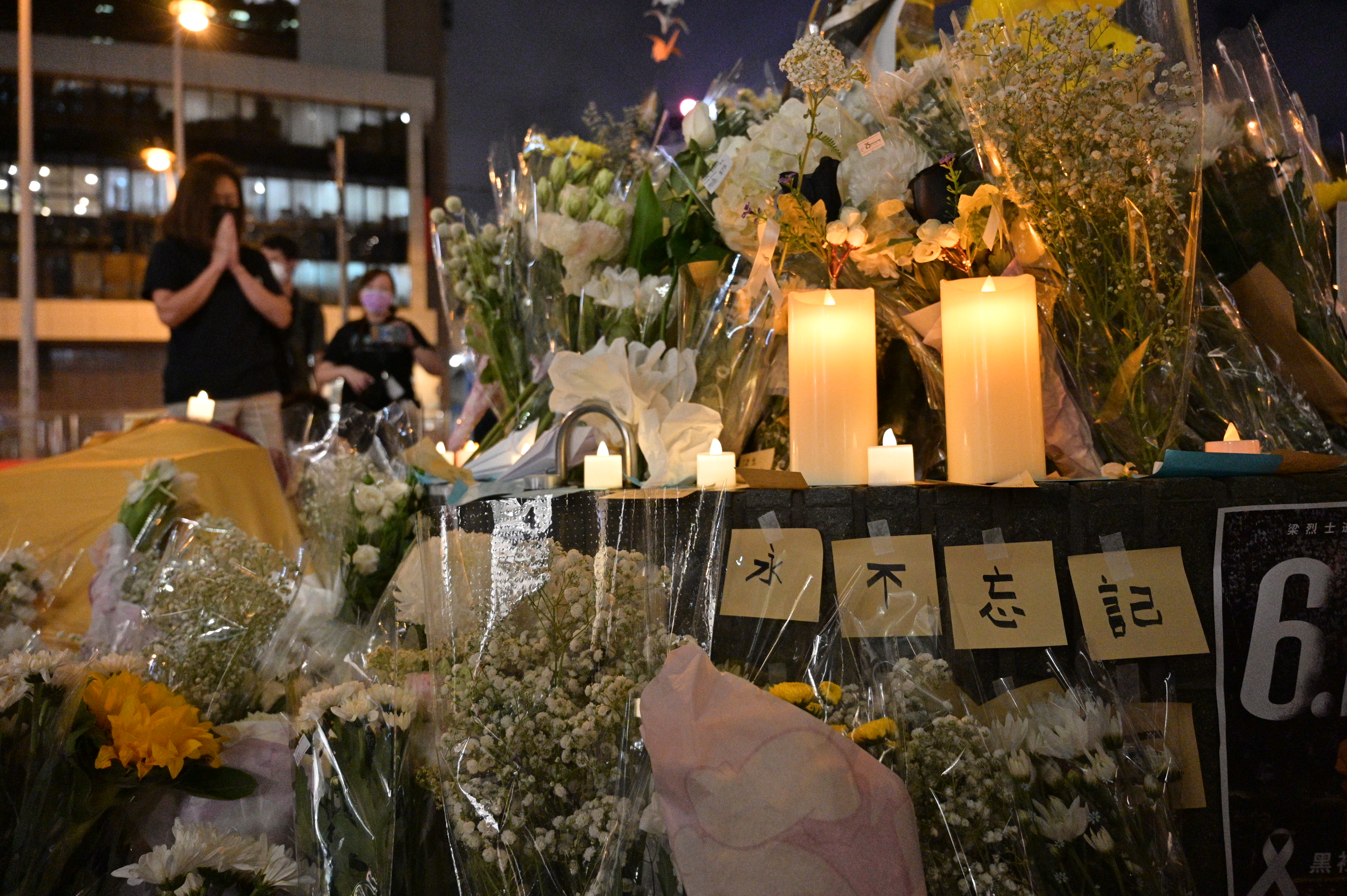
悼念現場的「花壇」有人擺放心意卡、電子蠟燭和紙鶴
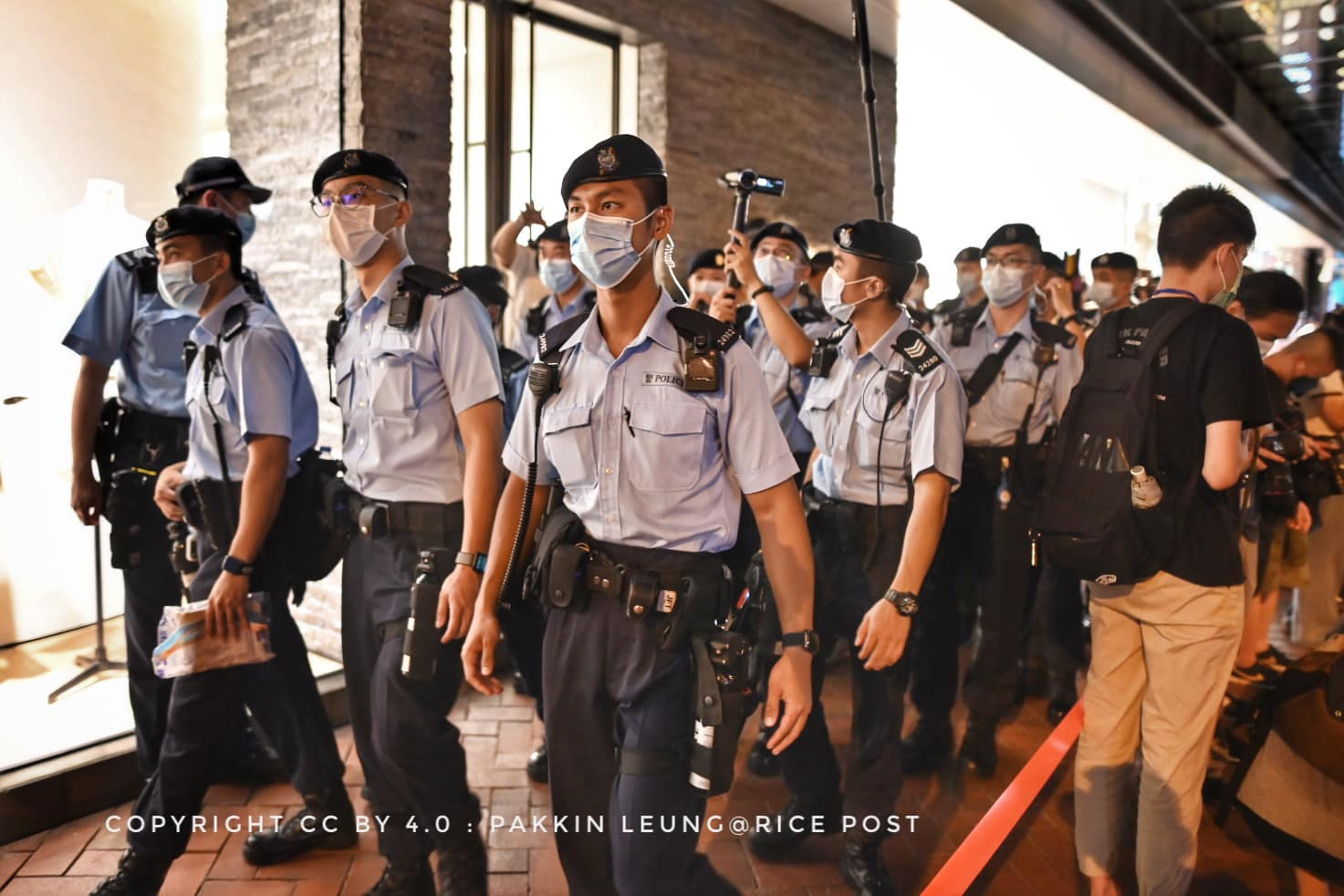
警員多次在悼念現場巡邏
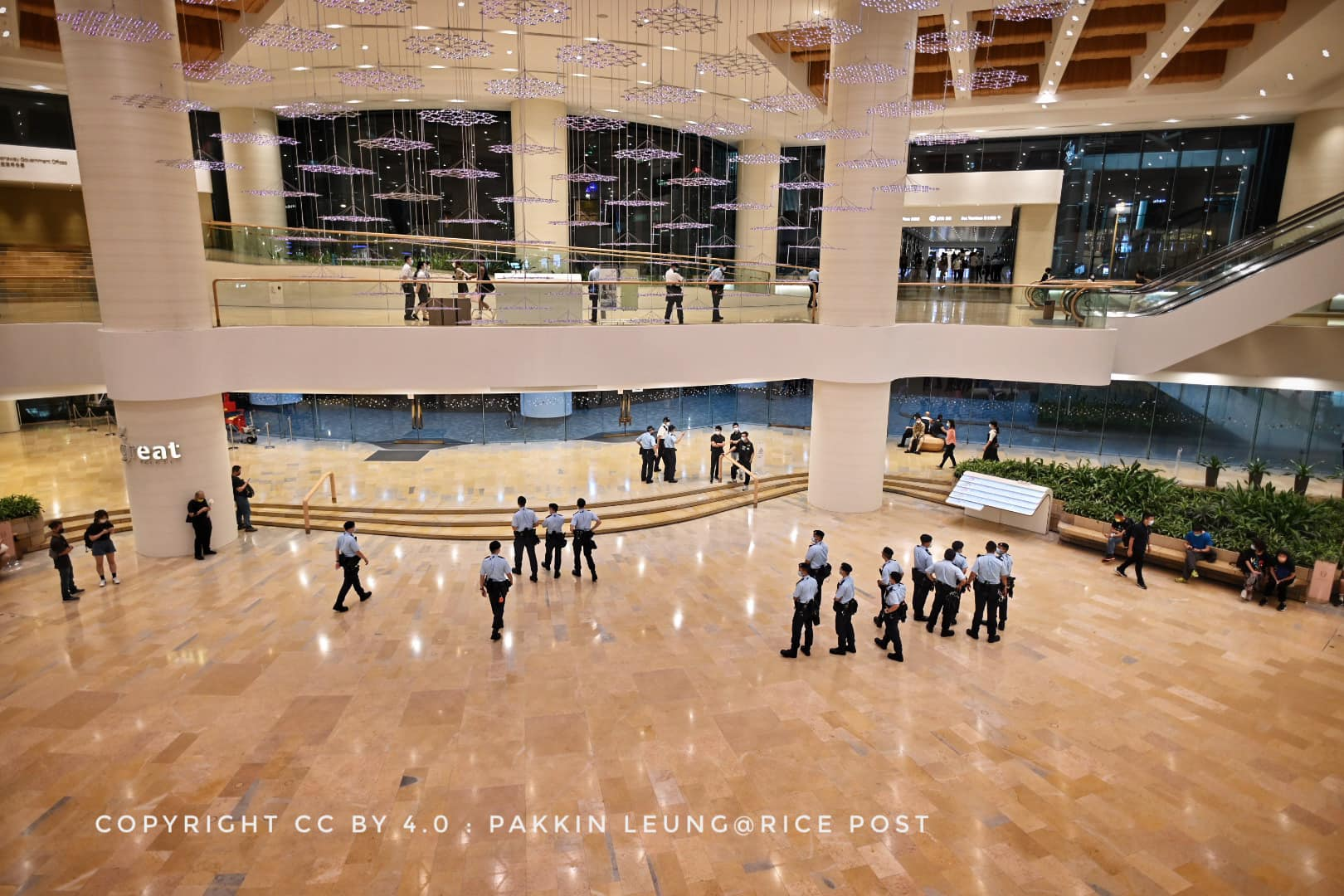
晚上8時許，20多名警員走入太古廣場商場內
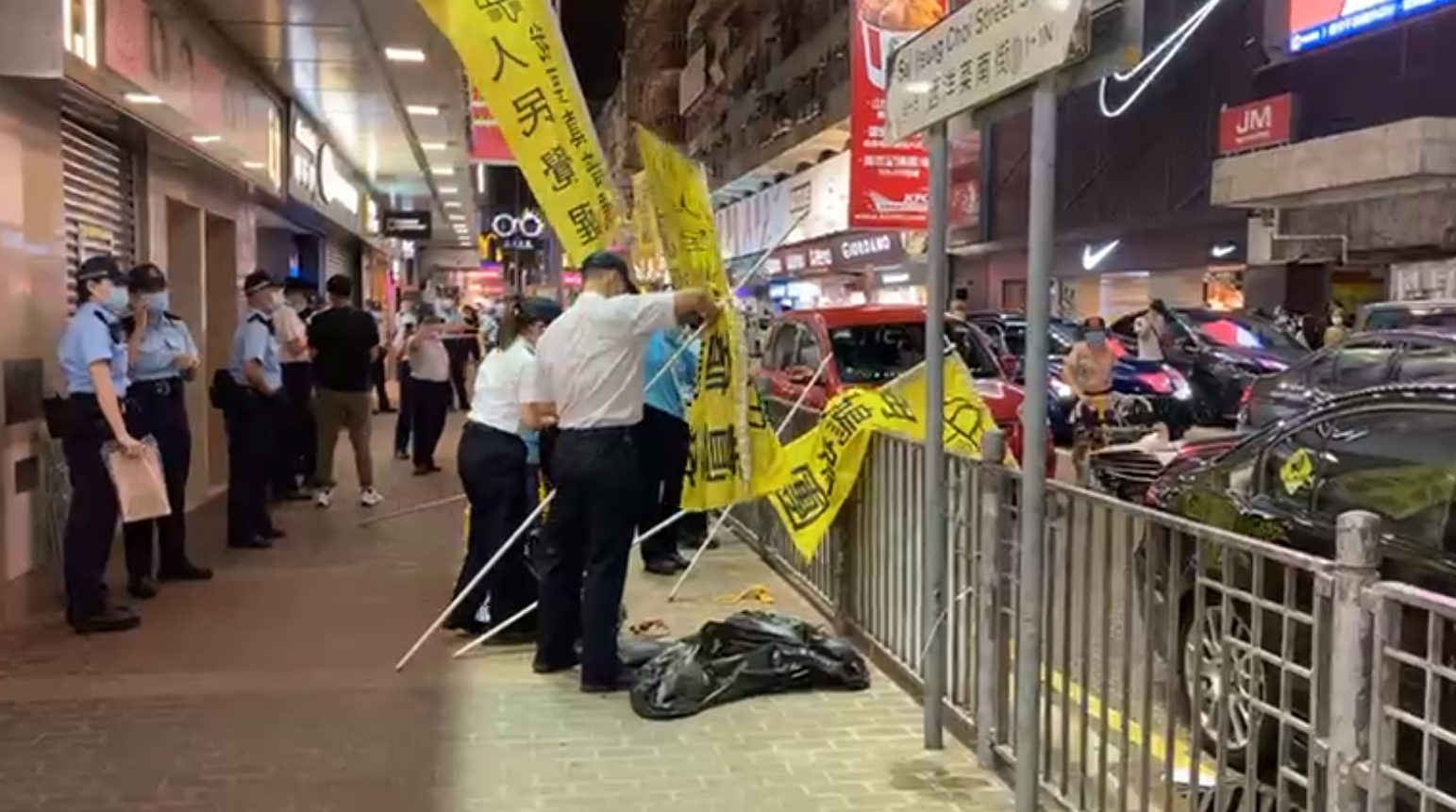
在旺角，「旺角鳩嗚團」物資被食環署清走

### 美國商會會長指國安法界線模糊
香港美國商會會長早泰娜（Tara Joseph）出席《南華早報》舉辦的China Conference論壇時表示，《港區國安法》的界線模糊，不少外國企業和員工不清楚「紅線」在哪裏，而外國勢力干預的討論也讓到外資感到不安，甚至使部分人才開始離港。同場的商務及經濟發展局長邱騰華表示，認同有必要解釋清楚國安法紅線，會清晰地向商界解答大量問題。

## 16日

### 《娛賓》女記者拒捕罪成 法官其後指判刑出錯致歉
2020年母親節香港示威，網媒《娛賓》女記者在深夜採訪期間，於旺角洗衣街花園公廁內疑遭四名防暴警員用膝頭跪頸、近距離噴胡椒噴劑及腳踢背部。九龍城法院主任裁判官嚴舜儀認為事發期間記者沒有展示記者證和表明自己是記者身份，同時指被告已經清楚知道要截停進行搜查，但仍然沒有停下，反而撥開女警的手，並大聲呼喊，引起公廁外群眾起哄。裁判官更指出被告嘗試逃離現場，因此裁定被告抗拒在正當執行職務的警務人員罪罪成。裁判官又指辯方證人“有意、無意隱瞞案發經過，甚至扭曲記憶”，同時認為當時警長恰當使用胡椒噴霧，只是想控制被告，並非傷害她。法官考慮到案發時的社會氣氛，認為有一定潛在風險，以判監4星期作量刑起點，同時考慮被告躁鬱症復發，下令緩刑兩年。不過到2小時後，裁判官發現判刑出錯，表明要「我必須覆核我自己」，改為押後至7月17日再判刑，女記者批准保釋。

## 17日

### 警方引国安法搜查苹果日报大樓 总编辑等五人被拘捕

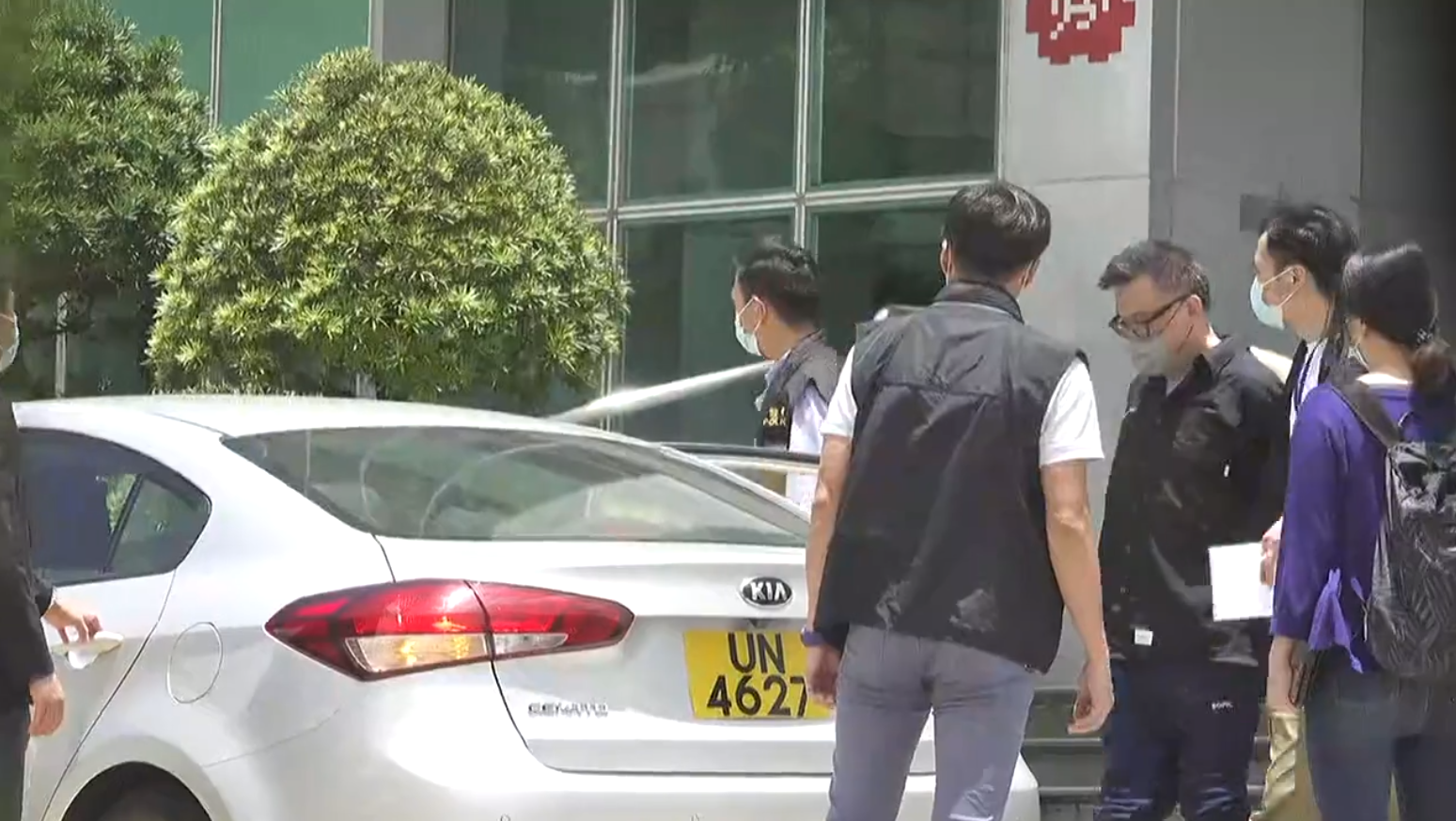
蘋果動新聞平台總監張志偉與警員進行搜證後離開

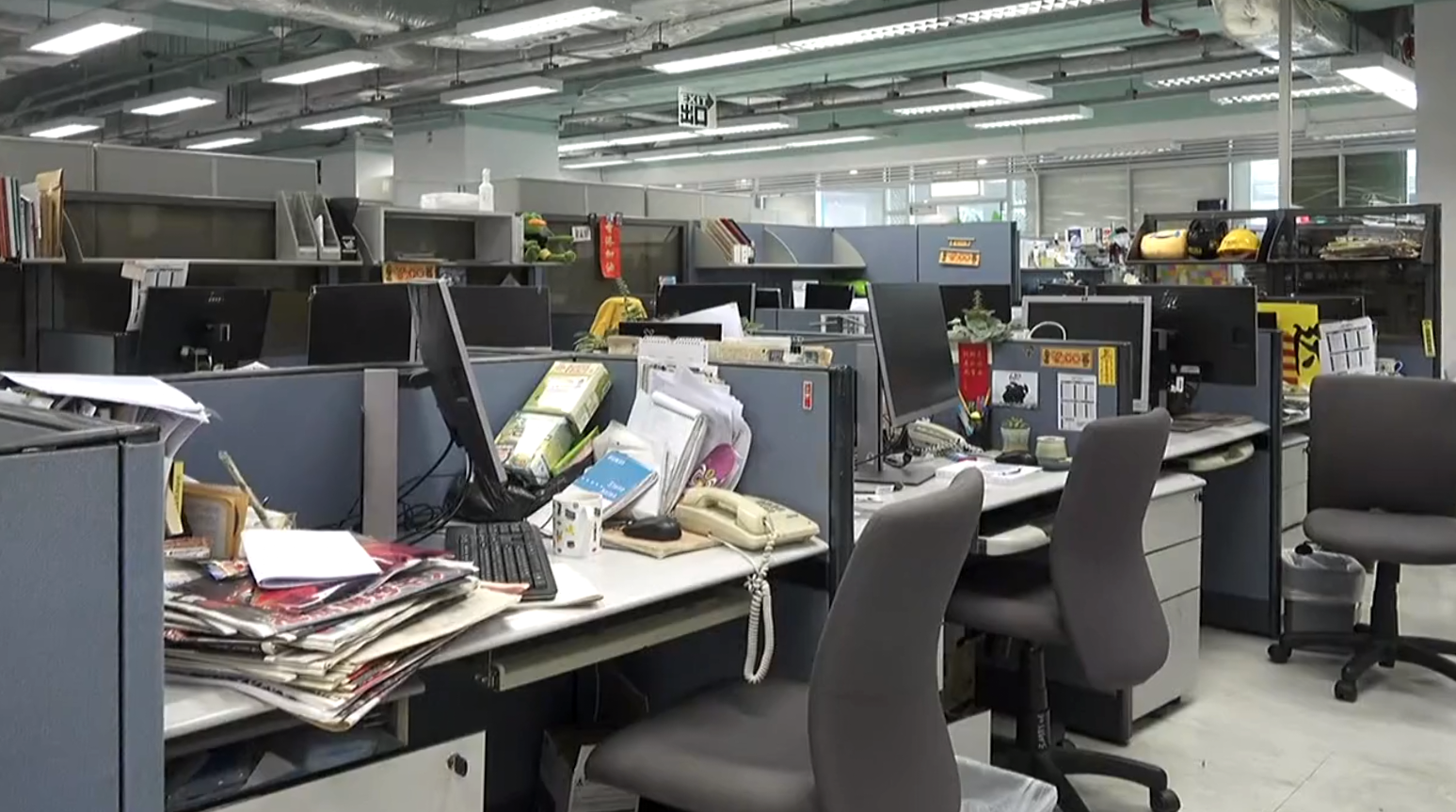
部分員工枱面凌亂，有搜查過的痕跡

警方國安處拘捕5名《苹果日报》董事，包括壹傳媒集團行政總裁張劍虹、營運總裁周達權、《蘋果日報》總編輯羅偉光、副社長陳沛敏及執行總編輯張志偉。他們涉嫌違反《港區國安法》第29條 「串謀勾結外國或境外勢力危害國家安全罪」，警方亦曾到被捕人的住所進行搜查。
同日，警方派出逾500名藍帽子警員及國安處警員，再度大舉搜查蘋果日報大樓。搜查令亦授予警方搜查包括新聞材料的權力，警員聲稱大樓是「犯罪現場」，要求大樓內所有人放下工作，並要求到地下空地或5樓員工餐廳。探員隨便翻查記者桌上的文件和電腦內的資料，當記者進行採訪拍攝亦被警員阻止。事後《蘋果日報》指38部屬編採部的電腦主機被警方檢走，內有大量新聞材料。不過員工仍然以私人和公司後備電腦照常工作，表示如常印刷報紙，並決定6月18日出刊的報紙加印至50萬份。
國安處高級警司李桂華表示，《蘋果日報》由2019年至今，至少有30篇文章的內容呼籲外國制裁中國和香港特區政府。同時指出保安局已經凍結蘋果日報、蘋果印刷及AD INTERNET COMPANY 3間公司資產，合共1,800萬港元。同日，有消息指政府引用凍結令，要求匯豐銀行和恒生銀行等七間銀行，不可處理該三間公司在銀行帳戶內財產，包括轉帳和協助融資等。同時要求《蘋果日報》指定時間內移除涉嫌呼籲外國制裁中國及香港特區文章。
中午，保安局局長李家超在政府總部見記者，他表示是次行動與一般正常新聞工作無關，指這些人涉及利用新聞工作做工具，做出危害國家安全的行為，呼籲其他新聞工作者要與《蘋果日報》保持距離。他更形容蘋果日報公司被凍結的財產是「黑錢」，被捕者為“罪犯”，市民不應「同流合污」，否則會付出沉重代價，以免後悔莫及。他指出警方會調查在公司內外任何人，參與、協助、教梭、資助他人參與危害國家安全的罪行，期望能搜集更多證據，向所有有關人士追究到底。有記者問及《蘋果日報》能否繼續營運，李家超表明會運用所有嚴厲措施和法律措施去依法打擊，重申危害國家安全是極嚴重罪行。而他表明不會公開涉案文章，也沒有正面回應市民訂閱《蘋果日報》是否違法。
事後，八個傳媒工會包括香港記者協會、香港攝影記者協會和壹傳媒工會等發出聯合聲明，表示事件讓業界引發恐慌，令傳媒及公眾擔心《港區國安法》被「武器化」。香港新聞行政人員協會亦發聲明表達「關注」，但聲明同時強調新聞工作者必須守法。

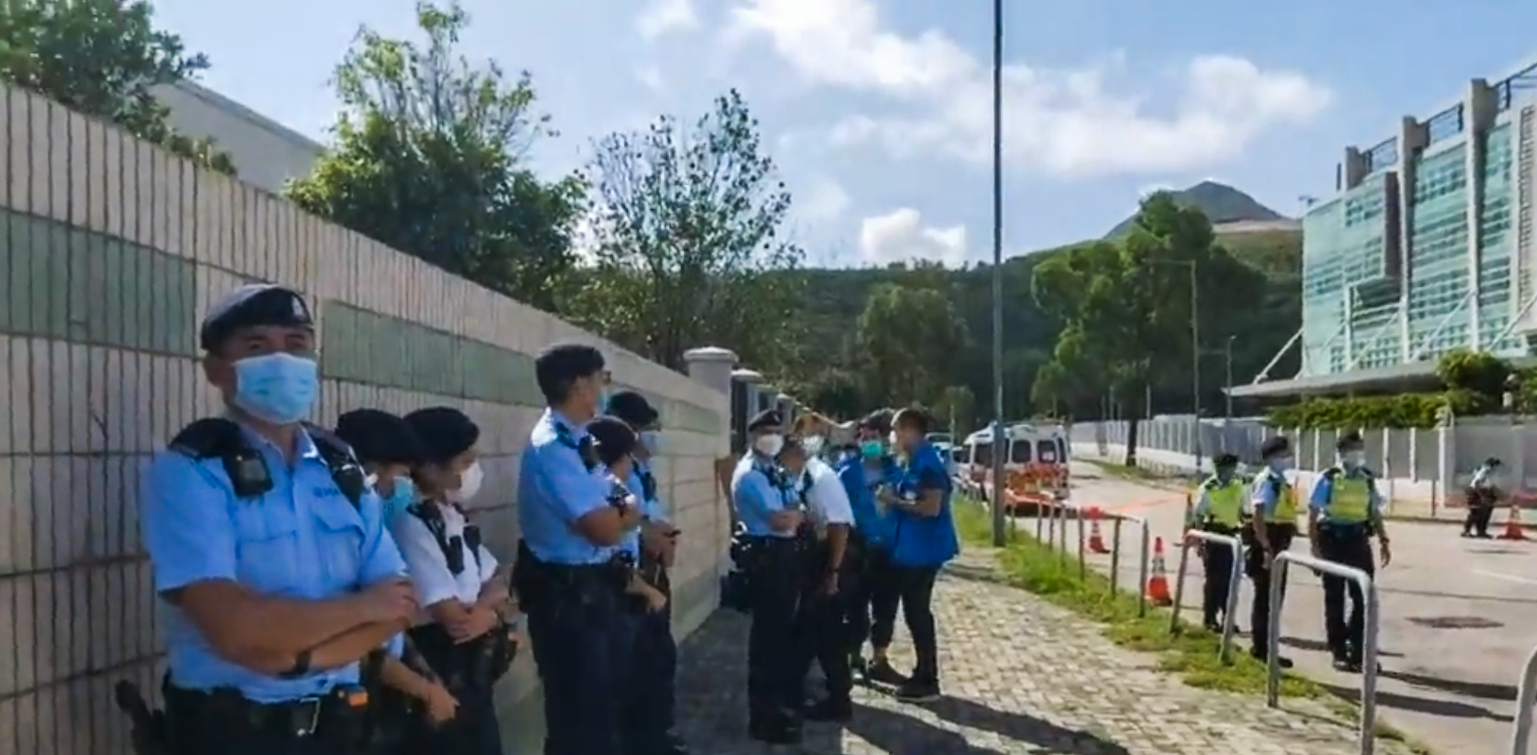
多名藍帽子警員在蘋果日報大樓外戒備
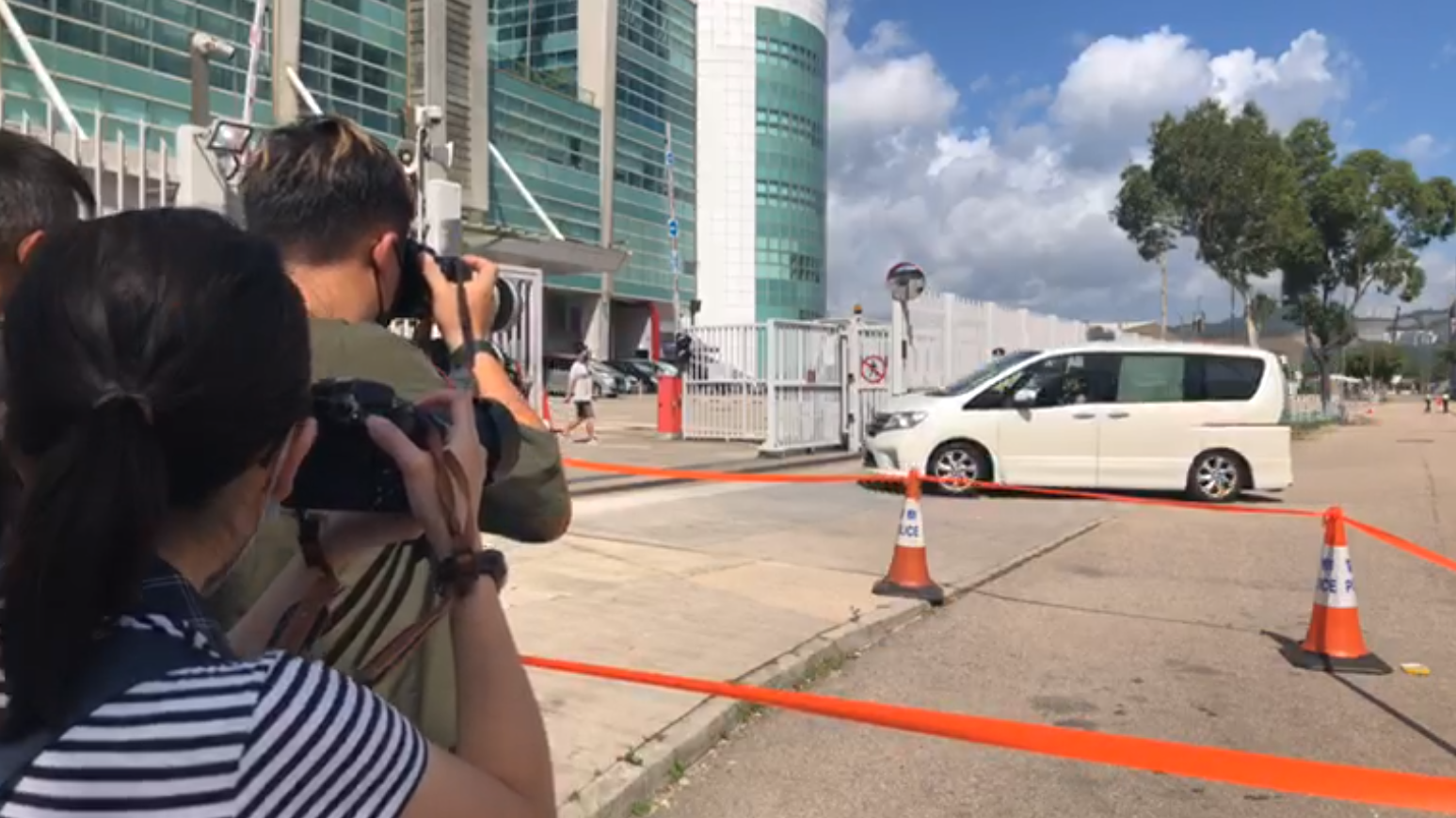
被捕的《苹果日报》董事由警方私家車到達大樓進行搜證
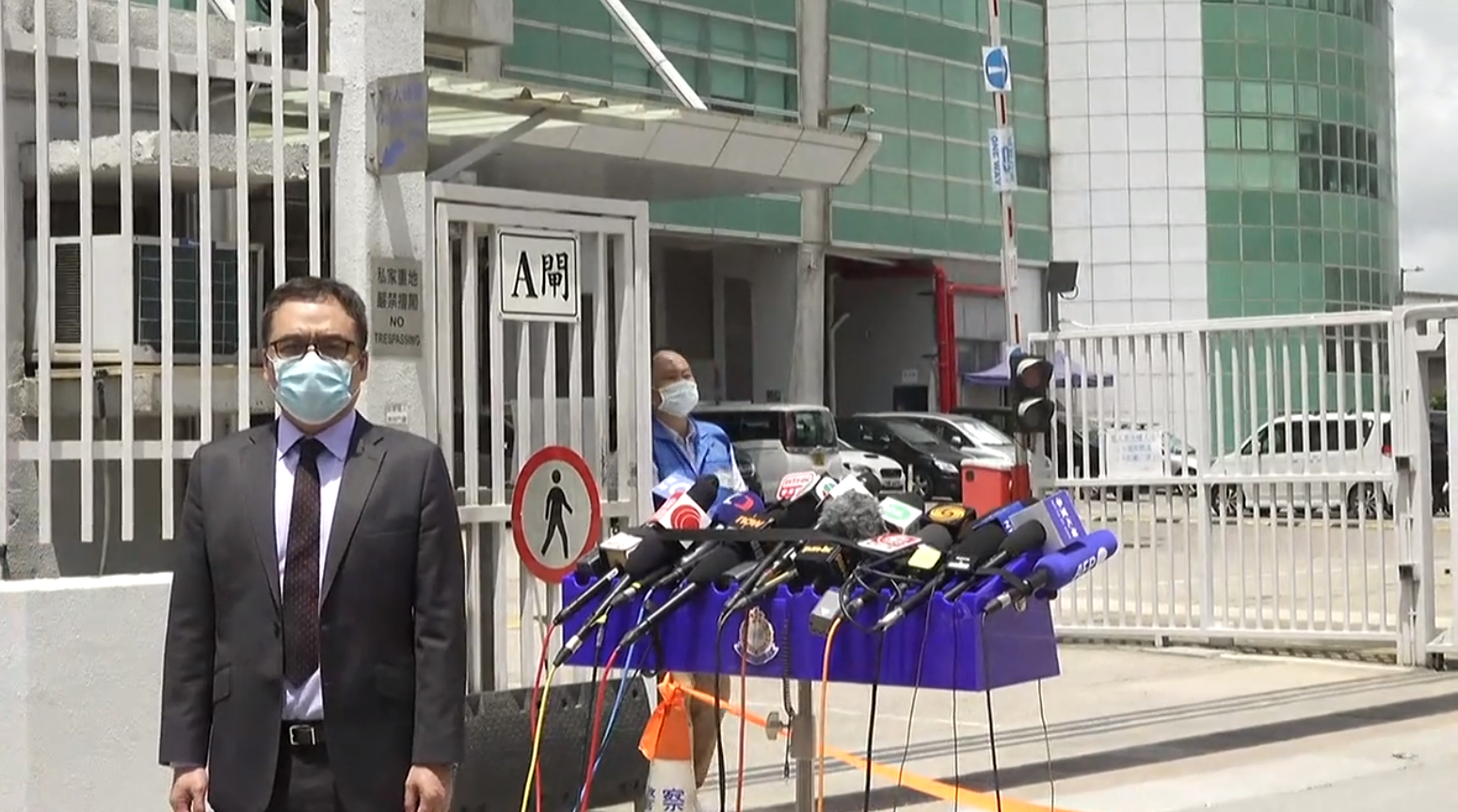
國安處高級警司李桂華在蘋果日報大樓外見傳媒
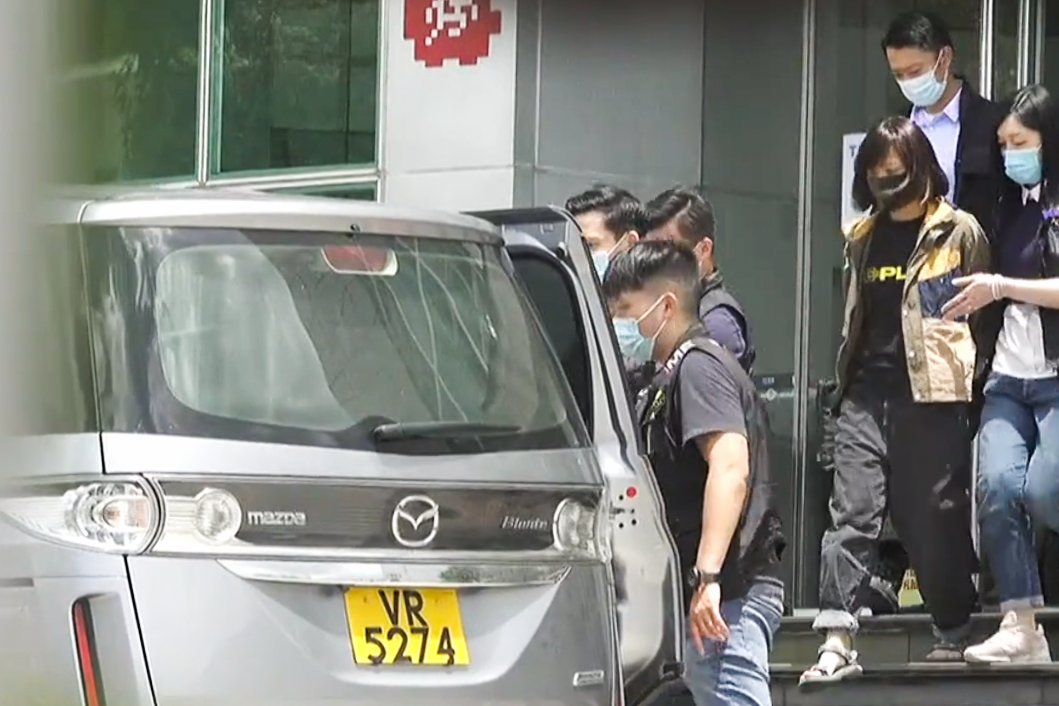
《蘋果日報》副社長陳沛敏與警員進行搜證後離開
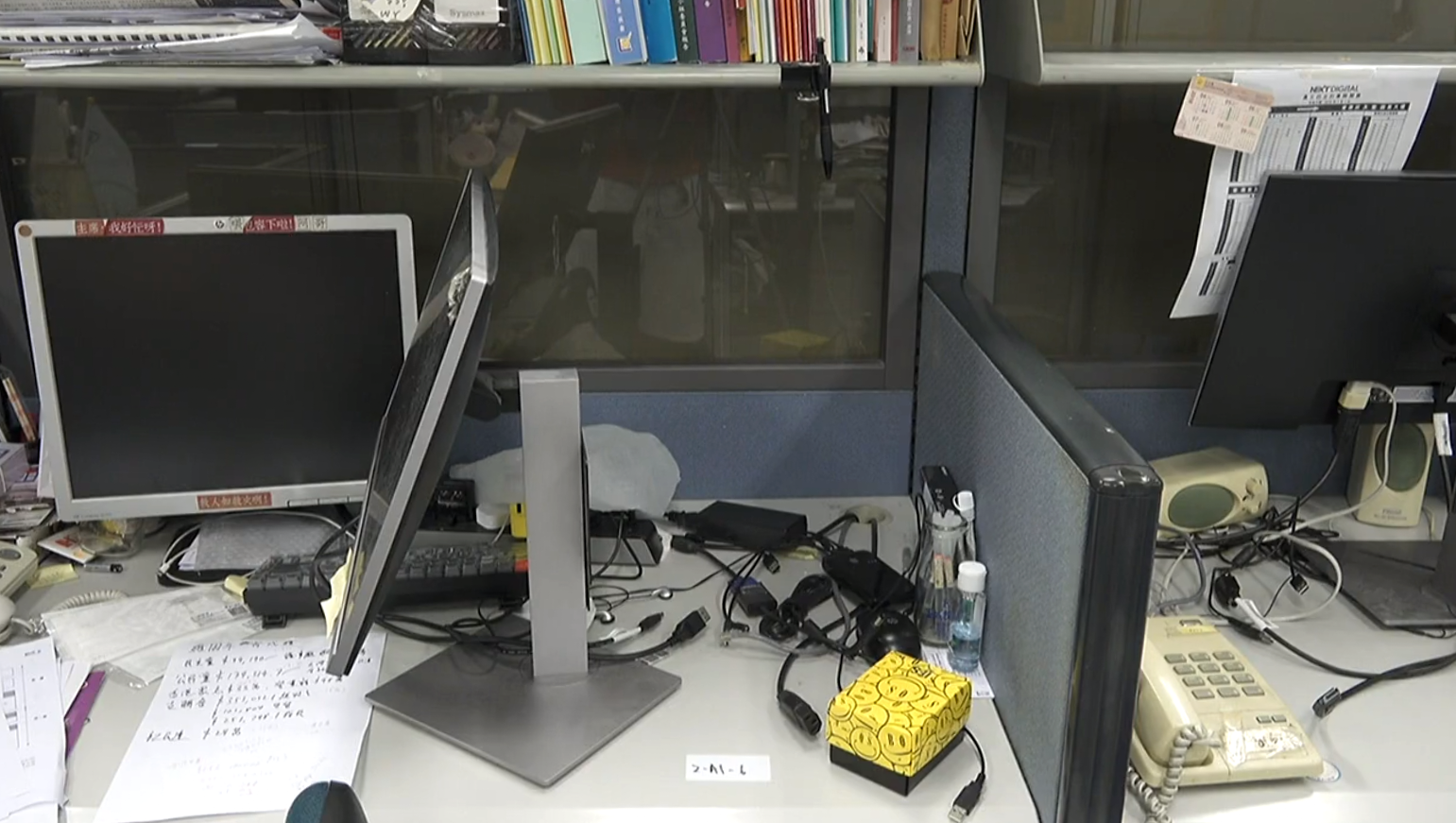
編採部的電腦主機被警方檢走，桌上只剩下電腦屏幕

### 律政司就大公報記者車牌查冊撤控
繼《鏗鏘集》編導蔡玉玲因車牌查冊被控後，《大公報》記者黃偉強亦因使用同樣方式查閱車主資料而被票控。雖然兩宗案件案性質大致相同，控罪一樣，使用同一的查冊方法，更由相同的主控官及主任裁判官負責。不過法律後果不相同。《大公報》記者獲准以2000元簽保守行為12個月，另須付堂費1000元。不過蔡玉玲案件卻被裁定罪成，合共罰款6000元，並留有案底。律政司高級檢控官李庭偉仍然強調與蔡玉玲案的考慮標準和尺度完全一樣。

## 18日

### 721元朗白衣人暴動案 5人罪成1罪脫
2019年7月21日元朗白衣人襲擊事件，8名男子被控暴動及有意圖而傷人等罪名，當中兩人承認暴動罪，其餘6人不認罪受審。經過24天審訊後，區域法院法官葉佐文指呈堂片段中，指首被告與片段中的人之面容不完全相近，無法證明是片中施襲者，加上家中找不到片中人所穿衣服，裁定罪名不成立。其餘5人的暴動罪及有意圖而傷人罪全部成立，需要還押至7月22日判刑。法官同時提及此被告虽指罵時任立法會議員林卓廷「搞事」，但片段所見林卓廷正在安撫他人，並表示已經報警。認為有關指摘「毫無道理」。

### 資訊科技經理指罵警員喧嘩罪成囚半年
2019年11月11日「黎明行動」「三罷」期間，一名34歲資訊科技男經理，被指在柴灣指罵警員「死黑警執垃圾」，又大叫「我哋一齊出去圍佢哋啦」，被控在公眾地方作出喧嘩的行為罪。東區裁判法院裁判官鄭紀航表示，當日場面一度回復平靜，被告叫罵的行為，是在「暫停了的火上加油」，因此必須判阻嚇性刑罰，判囚半年。被告申請保釋等候上訴被拒。

### 歷史博物館前員工偷拍飛虎警判囚半年
2019年11月17日，香港歷史博物館一名44歲男外判工人，於在館內拍攝警察飛虎隊後樓梯持槍，並將圖片發布至網上後被瘋傳，事後被控一項「阻撓在正當執行職務的警務人員」罪。他因而失去工作，早前亦否認控罪。辯方亦認為案件不涉及任何暴力元素，也沒有預謀阻撓警方行動，同時指出被告因案件拖延，對精神造成折磨。不過九龍城裁判法院裁判官鄭念慈不認同辯方的說法，批評被告行為嚴重阻撓警方行動，讓警方需要撤退大樓。而飛虎隊在進入博物館後雖然未有向被告表示行動保密，但裁判官認為被告應該清楚知道警方在博物館內的行動需要低調和保密。裁判官更提出新的法律觀點，指出《人權法》所賦予的人權和拍照自由，不能凌駕公共和社會秩序。形容當日理大如「軍器庫」一樣，直斥被告行為是超越憲法下表達自由的界線，而被告並非記者身份，認為行為屬「通風報信」，有意圖協助理大內的「手足」。鄭官認為案情嚴重，指出被告未有任何悔意，判處被告即時監禁6個月，並拒絕他保釋等候上訴。旁聽的家人得知後在庭外痛哭。

## 20日

### 五名青年參與反修例運動 去年經水路偷渡台灣 年初獲安排赴美
美國《華爾街日報》訪問3名曾參與反修例運動示威的年輕人潛逃過程，指他們在2020年7月經水路偷渡到台灣，台灣海巡署截獲後安置在高雄。有成員曾表示希望能夠在台灣逗留，不過台方憂慮北京政府會有藉口行動，美國國務院得悉事件後，他們乘坐客機經瑞士再轉往美國。

## 21日

### 旺角唐樓外掛「光時」旗 一男子被捕
下午約5時半，有人報案指旺角快富街一棟唐樓單位外有人掛出「光復香港 時代革命」的旗幟，其後有20名警員上樓，將旗幟移除並拘捕一名40歲男子，指他涉嫌發表煽動文字。期間大廈居民一度需由警員陪伴下才能上樓，而警員在附近巡邏。

## 22日

### 鄒家成還押近3個半月獲批保釋

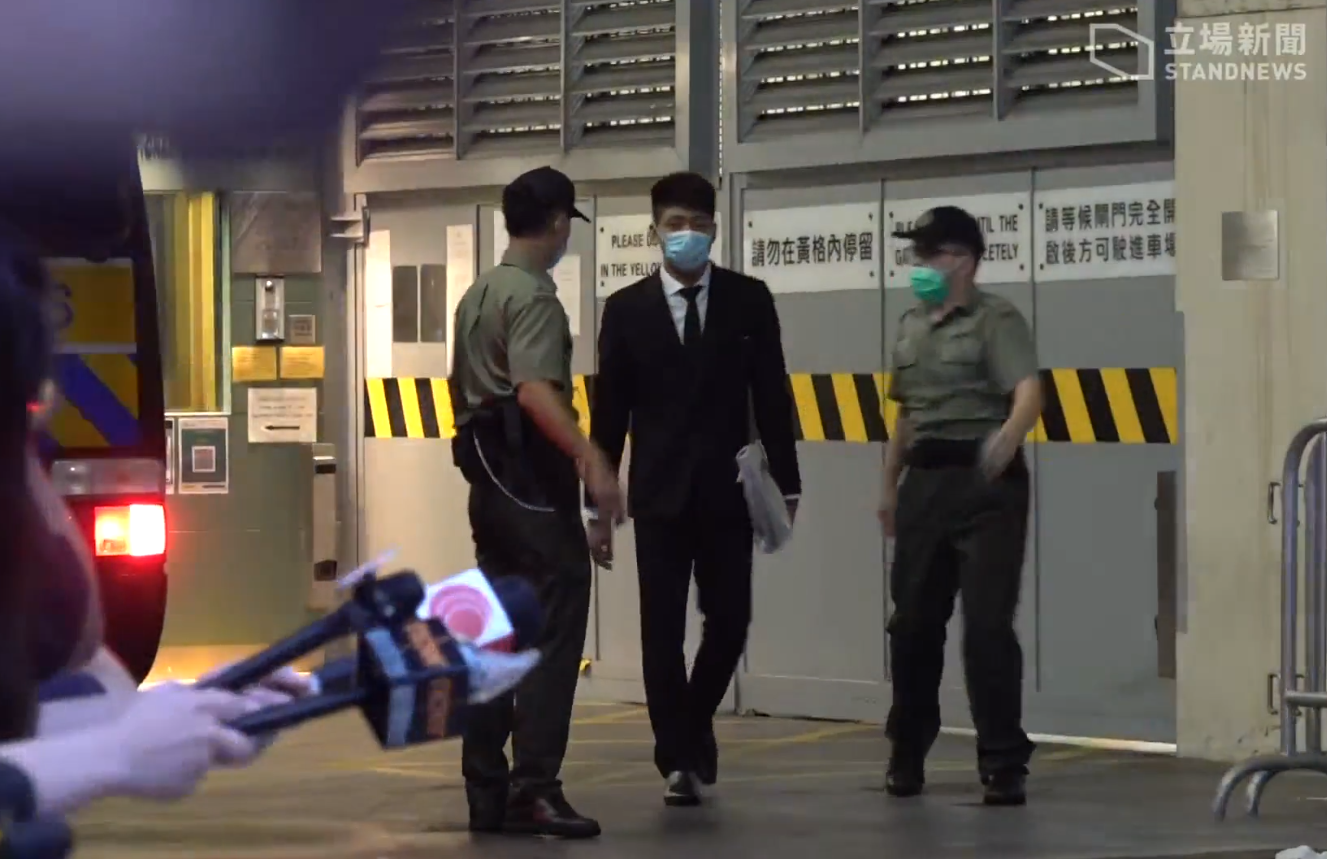
晚上近7時許，鄒家成身穿西裝離開高等法院

因民主派初選而被控「串謀顛覆國家政權罪」的鄒家成，於高等法院申請保釋，國安法指定法官杜麗冰其後批准保釋。不過需要遵守多項保釋條件，包括不得發布被視為危害國安的言論、不得參與任何選舉、每天宵禁、 每日到指定警署報到、不得見外國官員等。他在晚上近7時許身穿西裝離開法院，稱「壞嘅時代係好嘅作品溫床」。

### 美籍銀行律師襲休班警罪成遭還押
一名休班警在2019年12月7日於港鐵銅鑼灣站追截一名跳閘男子時，一名美籍銀行內部律師被指搶去警員警棍，又向他打臉踩腹，被控襲警及交替的普通襲擊罪。東區裁判法院裁判官林希維批評被告自辯口供荒謬，證供並不可信。又指受襲警員已經多次表明警員身份，不同意被告擔心手持棍狀物的警員會襲擊車站乘客，認為被告無需要作出自衛，又指當時環境嘈雜，難以取出委任證，認為當日警方是正當執行職務，是誠實可靠的證人。綜合警員證人證供及錄影片段，認為被告故意使用不當武力襲擊警員，故裁定襲警罪名成立。案件押後至7月6日裁決，被告需要還押。被告在裁決後發表聲明，指有關裁決十分離譜，認為是完全欠缺法律及證據上的支持，表示對香港目前的法治感到傷心，他表明會上訴，直至公義得以彰顯才會罷休。

## 24日

### 《蘋果日報》停止營運

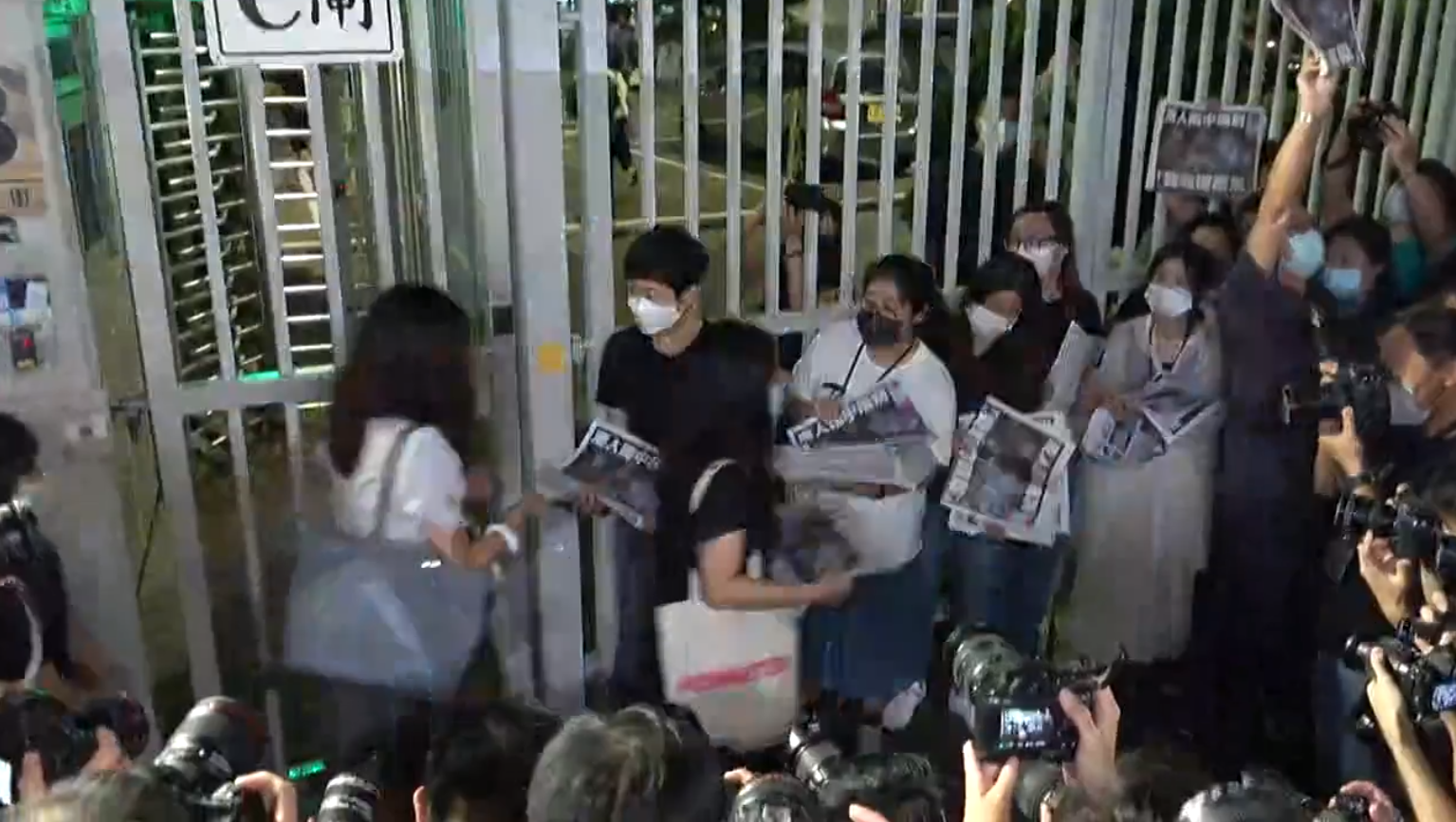
凌晨約12時半，大批《蘋果》員工走到大樓外向市民免費派發最後一期《蘋果》報紙

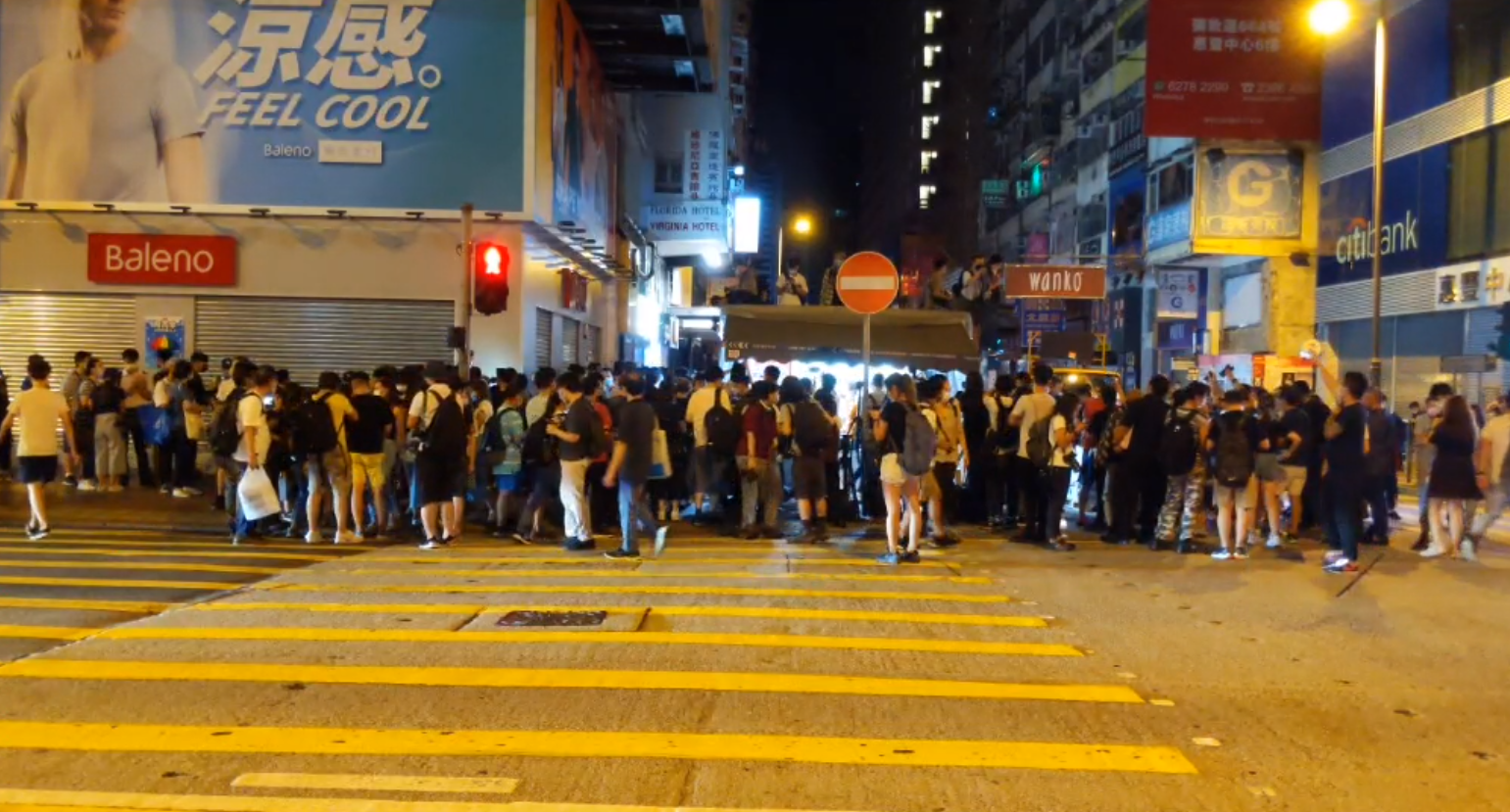
凌晨，旺角西洋菜南街與亞皆老街交界的報紙檔已經有逾千人排隊，購入最後一期《蘋果》

6月24日凌晨，《蘋果日報》網站、手機應用程式、facebook和YouTube頻道已經停止更新，facebook和YouTube頻道率先刪除內容和全面關閉，當中包括《壹周刊》、《果籽》和《飲食男女》等，讀者無法再查閱。網站及手機應用程式分別於凌晨12:40及凌晨1:30關閉。
在實體報紙方面，6月24日凌晨12時50分，首批《蘋果》於太子報社士多發售。近凌晨1時，運載《蘋果》的報紙車抵達旺角，在旺角西洋菜南街與亞皆老街交界的報紙檔已經有逾千人排隊，購入最後一期《蘋果》，人龍圍繞附近大廈繞了一圈。排第一的讀者更帶同昨日（6月23日）的《蘋果》，於晚上10時左右已經到報紙檔外排隊。她形容是該報是「被」結束營業，感到匪夷所思和非常荒謬。到日間，香港多處都出現排隊買《蘋果》人龍，多間便利店已沽清。而阿布泰國生活百貨亦有購入《蘋果》，吸引讀者大排長龍等候購買。有部份不良報販更即場坐地起價，網上更有人炒賣至$1,000一份。至下午，部分便利店的《蘋果》售罄且不會再添貨。當天下午6時半，一百萬份蘋果日報接近全數售出，同時宣佈不會再加印。
《蘋果》停止營運的消息受到國際社會關注。日本內閣官房長官加藤勝信表示深切關注事件，日本《產經新聞》的頭版刊登《蘋果日報》最後一期出刊的報道，並以中文〈朋友、蘋果，等你回來！〉為標題，發表社論。英國廣播公司、英國《衛報》、日本放送協會、美國有線電視新聞網和美國《紐約時報》等國際媒體亦有報導停刊一事。中华民国總統蔡英文和美國總統拜登亦發聲明回應，

## 25日

### 特區政府主要官員人事變動
經行政長官林鄭月娥提名和建議，國務院作出以下主要官員任命：
- 原保安局局長李家超獲任命接替退休的張建宗出任政務司司長
- 原警務處處長鄧炳強獲任命接替升職的李家超出任保安局局長
- 原警務處副處長（行動）蕭澤頤獲任命接替升職的鄧炳強出任警務處處長

## 27日

### 保安局稱只要《蘋果日報》交出所有員工個人資料 資金即可解凍
《南華早報》報導，《蘋果日報》在6月24日停刊後，保安局開出條件，報社只要交出所有員工個人資料，資金即可解凍，進而有機會復刊。一些《蘋果日報》員工對這一舉動表示反對，擔心個人資料披露可能會招致當局的報復。

### 立場新聞投稿文章暫下架 6董事辭任
晚上，網媒「立場新聞」晚上發表聲明，指《港區國安法》實施後，稱「文字獄已降臨」。為了減低風險，將5月份及之前的博客、讀者投稿和轉載評論等文章暫時下架，並暫停接受會員資助。董事局內的8名成員有6人建議辭任，而公司將在今年5月入職和入職半年以上的員工終止僱傭合約，並以高於法例要求的補償額結算年資，再以不低於原來條件重新聘用。聲明亦表示公司會繼續運作，目前的財政儲備可應付未來9至12個月開支。

### 前《蘋果日報》英文版執行總編輯馮偉光機場被捕
前《蘋果日報》英文版執行總編輯兼主筆馮偉光（筆名盧峯），晚上在香港國際機場準備前往英國時，被香港警方禁止出境及拘捕，涉嫌“串謀勾結外國或者境外勢力危害國家安全罪”。

## 28日

### 網媒宣布下架所有影片和撤離香港香港記者協會表示極度憂慮
在《港區國安法》的陰霾下，網媒《852郵報》宣布下架所有影片，創辦人游清源形容香港現時的政治氣氛是「黑色暴雨，甚至十號風球」，要「留有用之身」，並就此向讀者致歉。而winandmac表示基於安全考慮撤離香港，並取消在香港的相關商業註冊。晚上，香港記者協會發表聲明，指事件反映香港的「白色恐怖」籠罩新聞業界，對傳媒需將報道及評論「下架保平安」，甚至整間機構「離港保平安」，表示極度憂慮。

### 公屋單位鐵閘貼疑違《港區國安法》貼紙而被捕
警方表示在6月26日接獲報案，指筲箕灣耀東邨一個單位鐵閘貼上一批寫上「光時」字句的貼紙，涉嫌違反《港區國安法》。一名37歲男子涉作具煽動意圖而被捕，目前已獲准保釋候查，案件由國安處跟進。另外，警方國家安全處人員就旺角快富街唐樓單位被掛上「光時」字句的黑色旗幟的案件，再拘捕一名36歲女子，涉嫌干犯「煽動意圖」罪名。目前已經有兩人涉案被捕候查。

## 30日

### 多個民主派組織和團體解散
《明報》翻查過去一年資料，發現至少21個政團、聯盟和工會，在《港區國安法》生效前後停止運作。包括地區組織「灣仔起步」、「民主動力」、「沙田區政」、成立逾10年的新民主同盟、前線醫生聯盟、杏林覺醒、香港零時政府、香港邊城青年、春天教會有限公司，以及由泛民法律界人士組成的法政匯思等。